# 丽泽商务区站
丽泽商务区站是一个位于中国北京市丰台区太平桥街道丽泽金融商务区丽泽路、金泽东路（原戏曲学院路）交叉路下，属于北京地铁14号线与16号线与在建大兴机场线的地铁换乘站。14号线于2021年12月31日通车，16号线于2025年1月19日通车，使本站成为北京地铁全路网第97座换乘站，大兴机场线预计2026年通车。在北京地铁三期建设规划中，11号线及房山线也经过本站。

## 位置
丽泽商务区站位于西南二环外的北京丽泽金融商务区，丽泽路与金泽东路交汇处。14号线沿丽泽路呈东西走向布置，16号线沿金泽东路呈南北走向布置，大兴机场线车站沿丽泽路北侧跨骆驼湾东路呈东西走向布置，航站楼枢纽工程范围东至莲花河西路东侧绿地内，西至金湾北路西侧绿地内，南至丽泽路，北至三路居南街。

## 车站设计

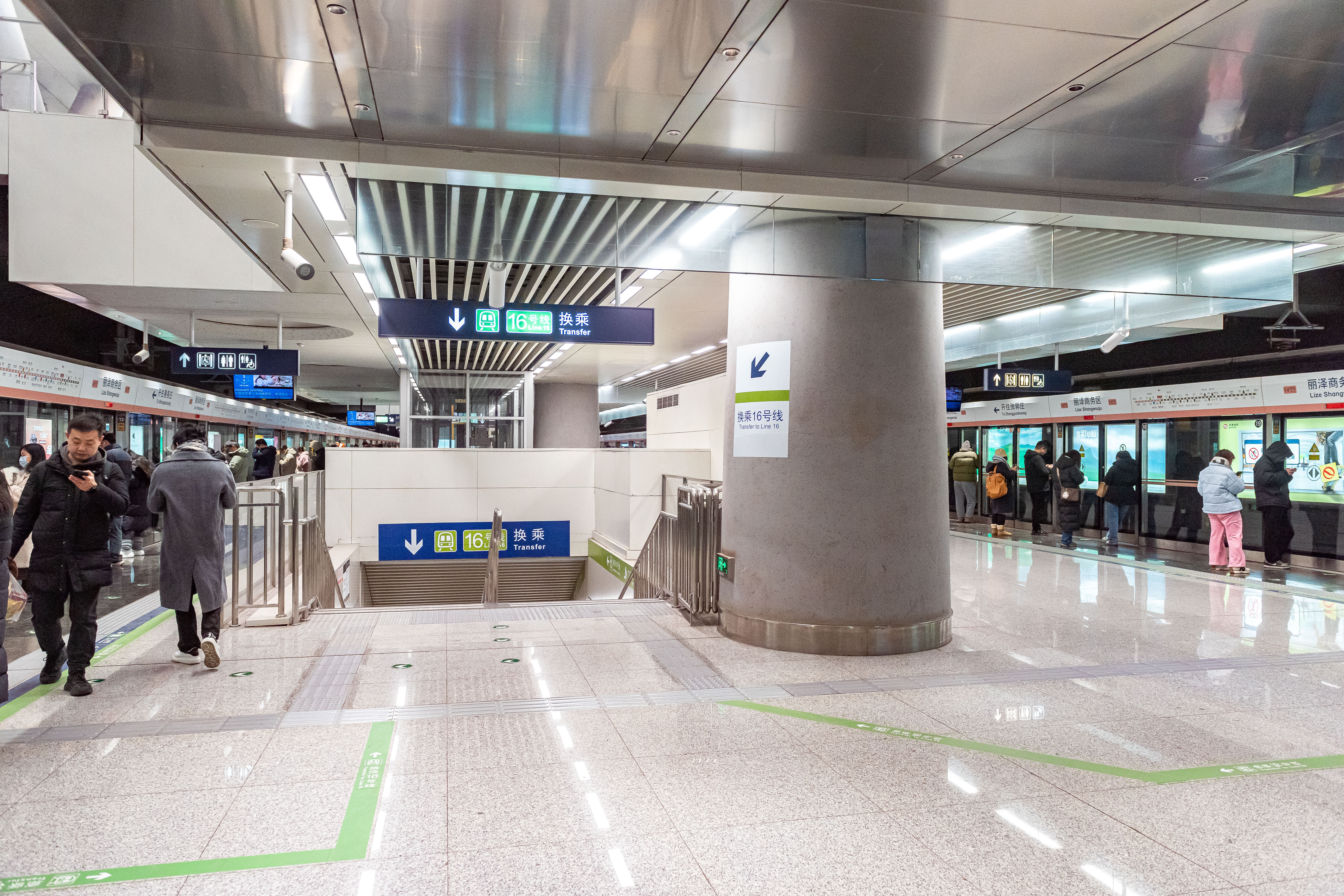
14号线站台（2025年2月摄）

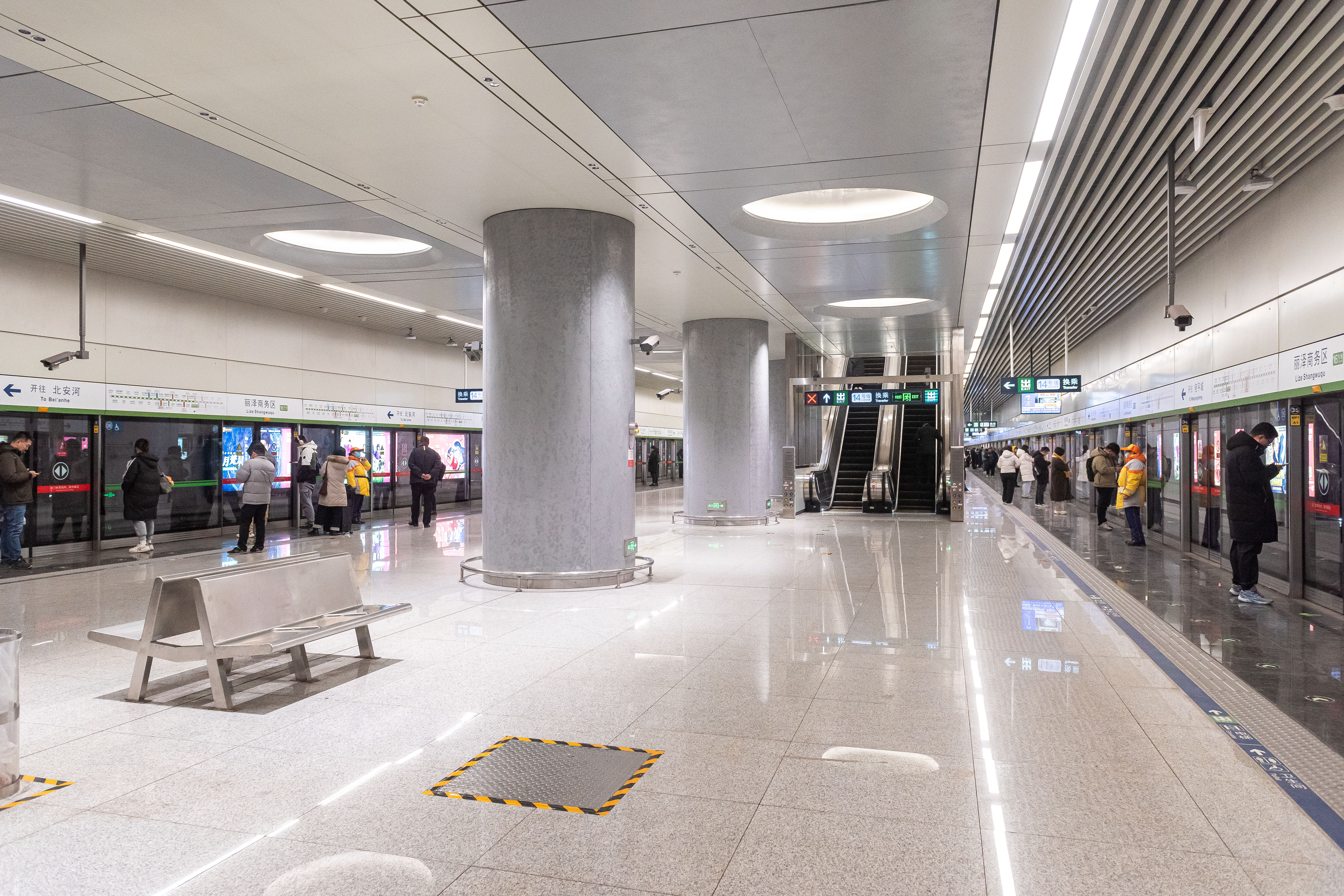
16号线站台（2025年2月摄）

目前丽泽商务区站为地下三层车站（城市航站楼枢纽则为地下五层）。地下一层为站厅层，地下二层为14号线站台层及16号线设备区，地下三层为16号线站台层。两条线路均采用岛式站台设计。在站台之间设有换乘楼梯，14号线换16号线通过该换乘楼梯（下楼）进行换乘；而16号线换乘14号线则先上到站厅层，再由站厅层进入14号线站台。16号线站台北部亦预留有通往大兴机场线车站的接驳口。大兴机场线车站为明挖地下两层（局部三层）一岛一侧三线车站:15，总建筑面积为50336平方米，车站总长约456.0米，地下结构高18.1米，标准段宽54.8米（5跨结构），局部宽75.9米（共7跨），VIP站厅位于地下一层，站厅层位于地下二层，站台层位于地下三层，并在丽泽路北侧设有城市航站楼，为前往北京大兴国际机场的旅客提供市区预办登机、行李托运服务，地上城市航站楼部分建设规模约1.84万平方米。大兴机场线在本站西侧设有全长710.75米的站后折返线。
车站站厅层采用21根Y型柱支撑，每根Y型柱的重量在70吨以上，同时拆除部分站厅层楼板以实现从站台到结构顶板的中庭，顶板开有天窗，以实现大气的空间效果。为此，丽泽商务区站放弃了防空工事功能。16号线站厅北部（靠近大兴机场线站场一侧）一部分立柱并非Y型柱。
车站周边区域进行了地下空间一体化设计，车站站厅层与周边地下商业等设施相连。同时地上的丽泽路改造为快速路后，辅路将集中布置于主路北侧，使得主路南侧的空间可以布置公共绿地。
在车站西南象限的丽泽SOHO地下设有14号线同16号线的联络线，联络线从丽泽SOHO地下室中间穿过。14号线站台西端设有一条存车线，供区间车折返。

### 楼层分布
依照丽泽城市航站楼综合交通枢纽一体化工程的二次环评公示，本站共设地下五层：
| 地面 |                    | 出入口                                                   |  |  |
| B1层 | VIP站厅            | █ 大兴机场线 VIP站厅、旅客值机岛、两舱值机区、两舱迎候厅 |  |  |
|      | 夹层               | 往丽泽SOHO地下一层通道                                   |  |  |
| B2层 | 大兴机场线站厅     | █ 大兴机场线 站厅、值机厅                                |  |  |
|      | 14/16号线站厅      | 票务服务、自动售票机、一卡通充值                         |  |  |
| B3层 | 丽金线站台         | █ 房山线 站台（规划中）                                  |  |  |
|      | 换乘厅             | 换乘厅（规划中）                                         |  |  |
|      | 侧式站台           |                                                          |  |  |
|      |                    | █ 大兴机场线 终点站 下客站台                             |  |  |
|      |                    | █ 大兴机场线 往大兴机场（草桥）                          |  |  |
|      | 岛式站台           |                                                          |  |  |
|      |                    | █ 大兴机场线 往大兴机场（草桥）                          |  |  |
|      |                    |                                                          |  |  |
|      |                    | █ 14号线 往张郭庄（东管头）                              |  |  |
|      | 岛式站台，左侧开门 |                                                          |  |  |
|      |                    | █ 14号线 往善各庄（菜户营）                              |  |  |
| B4层 | 换乘厅             | 换乘厅、行李房（规划中）                                 |  |  |
|      |                    | █ 16号线 往北安河（红莲南路）                            |  |  |
|      | 岛式站台，左侧开门 |                                                          |  |  |
|      |                    | █ 16号线 往宛平城（东管头南）                            |  |  |
| B5层 | 11号线站台         | █ 11号线 站台（规划中）                                  |  |  |

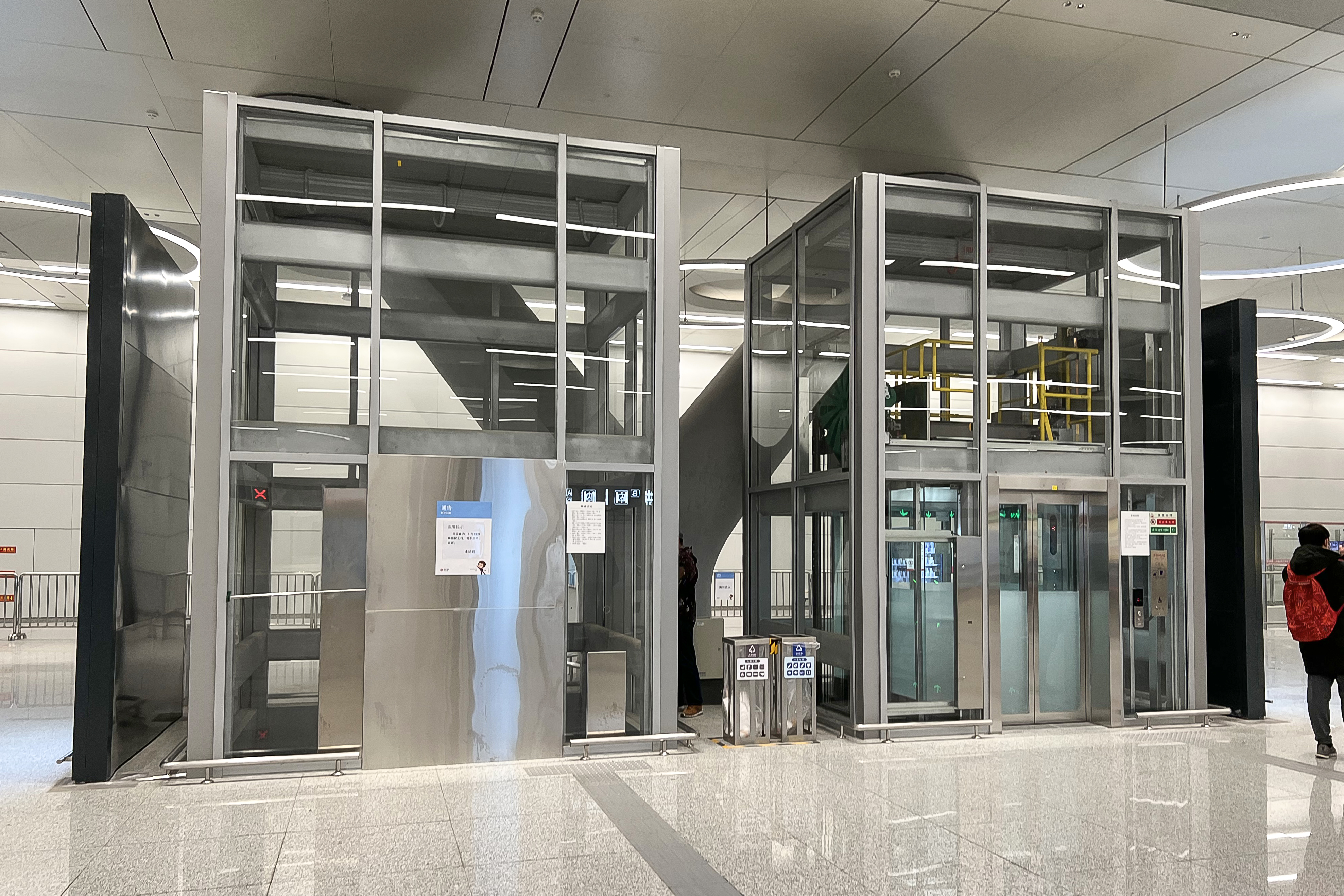
14号线站厅通往16号线和14号线站台的直梯
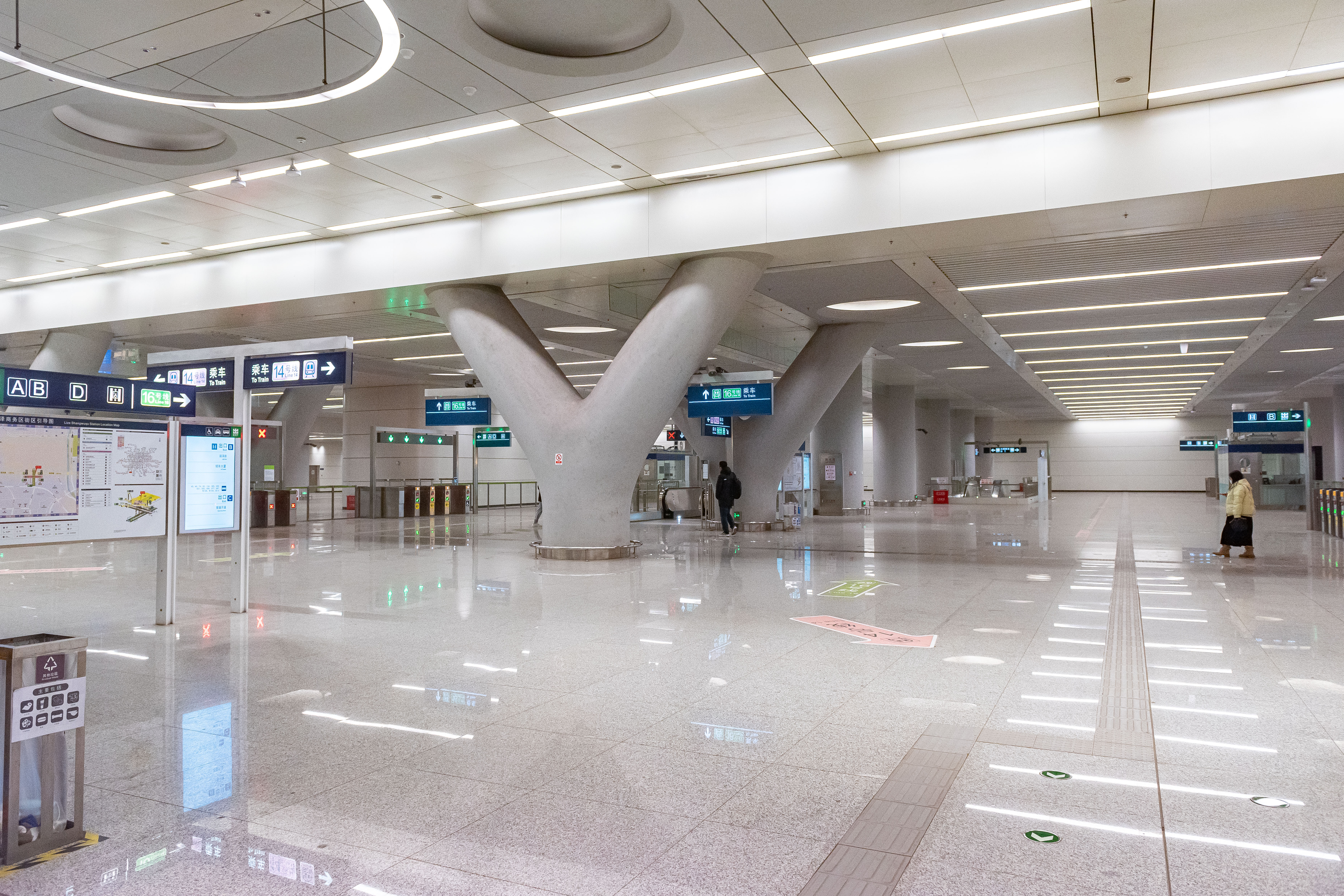
16号线站厅北部，计划连接大兴机场线城市航站楼
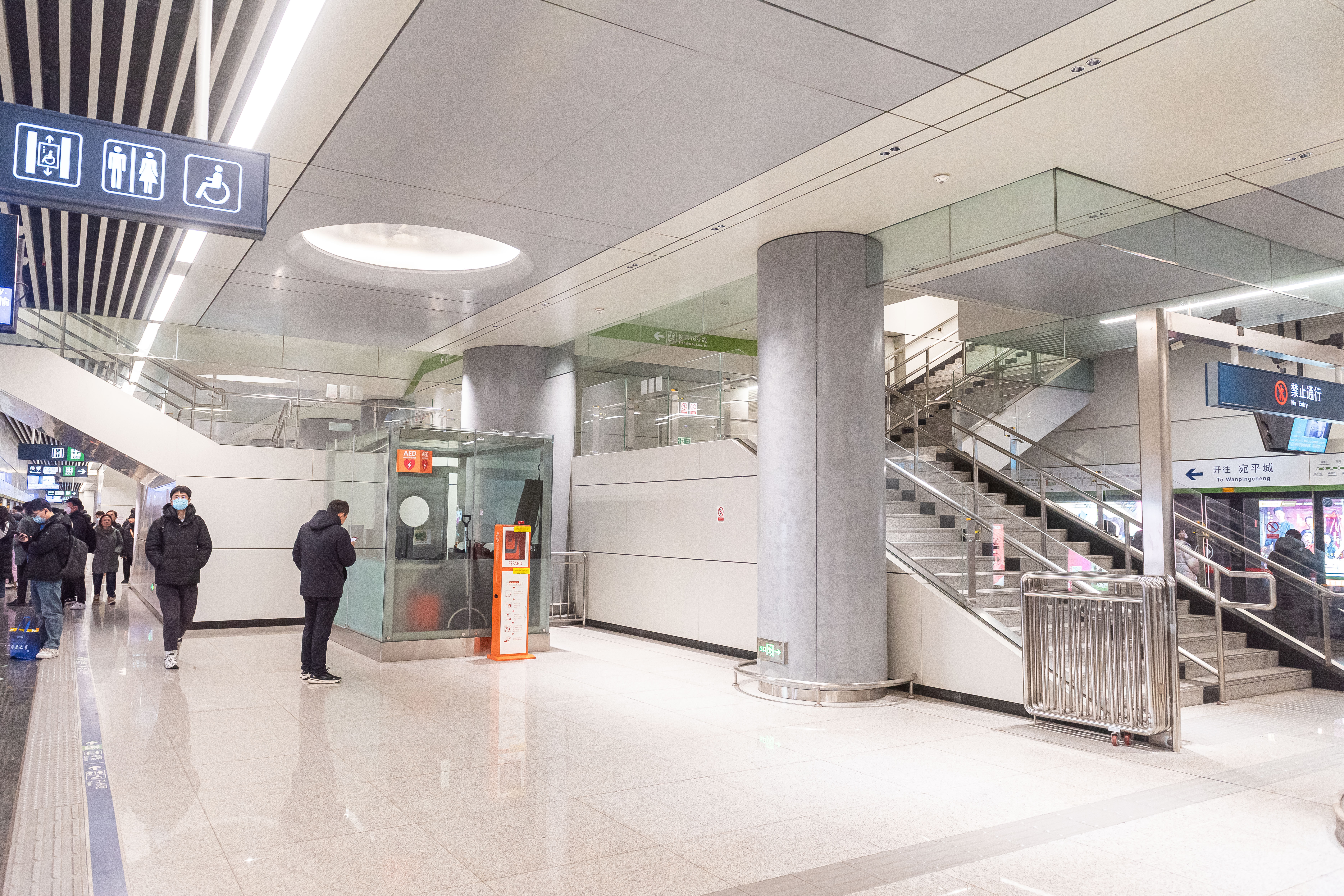
16号线换乘节点
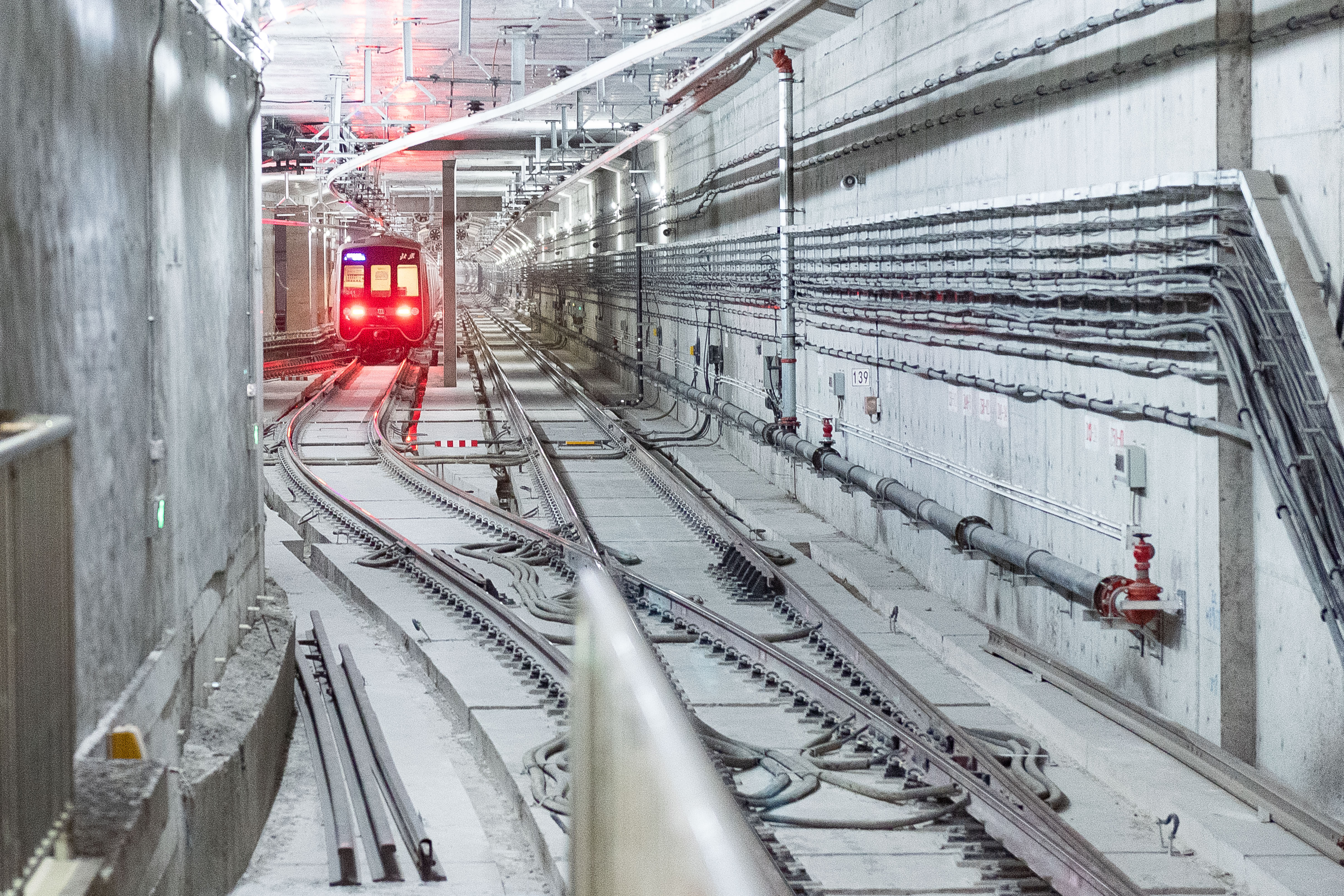
14号线站场西侧的存车线

## 出入口
本站计划于14号线开通时启用5个出入口，其中3个出入口与周边建筑一体化建设，但实际开通时仅A、B、D三个出入口开放，且在2024年5月27日前，连接周边建筑的通道均未开放（除14号线站厅东南角的金唐国际金融大厦员工专用口外）。D口另有通往丽泽SOHO的两个接口，于2024年5月27日开放且所有乘客均可从这两个接驳口进出站。
|                                   |                  | |      |                |
|                                   |                  | |      |                |
|                                   |                  | |      |                |
| 编号                              | 指示             | 建议前往的目的地 | 图片 | 无障碍设施图片 |
| 连通 14号线 16号线 大兴机场线站厅 |                  | |      |                |
| 出口 · A · 升降机标志             | 丽泽路           | |      |                |
| 出口 · B · 升降机标志             | 丽泽路           | 汇亚大厦、亚太（集团）会计师事务所 |      |                |
| 内部通道                          | 金唐国际金融大厦 | （仅限持工作卡人士使用，周末及法定节假日关闭） |      | 不適用         |
| 出口 · D                          | 戏曲学院路       | 中华保险大厦、首创龙湖北京丽泽天街、晋商联合大厦、中国物流集团有限公司、聚杰金融大厦、丽泽平安金融中心、远洋·锐中心、中国戏曲学院、铭丰大厦、通用技术集团 |      | 不適用         |
| 出口 · D                          | 丽泽SOHO         | 丽泽SOHO地下一层、下沉广场 |      | 不適用         |
| 出口 · D                          | 丽泽SOHO         | 丽泽SOHO地下二层 |      | 不適用         |
| 註： 設有                         |                  | |      |                |

## 历史
14号线初期规划中在丽泽路与莲花河西路交口西侧设有与16号线换乘的三路居站，该规划中的16号线车站位于莲花河西路西侧。2011年16号线工程规划方案获批时，相关报道已出现“丽泽商务区”这一站名，车站位置在14号线最初规划三路居站的基础上西移，改为14号线与16号线正十字交叉。2015年10月，14号线中段公示站名预案时，本站称“丽泽商务区站”。
虽然当时14号线的大部分车站都已经分别在2013年5月5日至2014年2月15日、2014年12月28日至2015年12月26日和2016年12月31日至2017年12月30日或之前分段竣工通车，但是由于丽泽商务区站和周边商业地下空间将会同步统一施工迟迟不能实施，因而直到这些线路竣工通车，丽泽商务区站都一直完全没有开工，因而自西局站至北京南站的一段共有5座车站未能如期同步开通，14号线曾经维持西段张郭庄至西局、东段北京南站至善各庄分段运营。
2016年12月24日开始，丽泽路进行断路正式全面施工，以进行丽泽商务区站、周边地下空间一体化以及丽泽路快速路的建设。期间车辆通过南侧已建成的北京西站南路南延、金中都南街（金中都南路）、柳村路－莲花河路绕行；而北侧则通过此前临时建设的莲花河路、三路居临时导行路绕行，丽泽路商务区段直至2025年4月26日才恢复机动车通行，且并未建设高架或隧道路段。
2020年1月，大兴机场丽泽城市航站楼方案开展设计招标组织工作。同年3月，丽泽城市航站楼综合体一体化项目方案设计的招标工作开启，同年7月确定中标候选人。2020年8月21日，北京市丽泽金融商务区控股有限公司、北京市基础设施投资有限公司和首都机场集团三方就丽泽城市航站楼综合体项目共同签订了合作框架协议。14号线丽泽商务区站于2020年2月20日复工，但由于在车站土方开挖过程中发现一处金中都道路断面文物遗迹，车站施工暂停，文物发掘工作则持续至2021年1月16日，此后14号线车站才得以恢复施工。
2021年4月23日，北京市重大项目建设指挥部办公室在人民网领导留言板回复群众提问时表示，14号线丽泽商务区站将于2021年年底与14号线剩余段同步实现开通。截至2021年6月，由于丽泽城市航站楼综合体项目方案设计尚未稳定，大兴机场线北延工程仅区间隧道具备开工条件。2021年5月11日，14号线丽泽商务区站的21根钢结构Y型柱全部吊装完成。同月28日，14号线丽泽商务区站提前2天实现主体结构封顶，至此14号线剩余段所有车站实现封顶。9月2日，14号线剩余段站台门顺利完成预验收，16号线车站南半部分同月24日实现主体结构封顶。2021年12月3日，14号线丽泽商务区站通过单位工程验收。
2021年12月31日首班车起，包括本站在内的14号线剩余段5站开通运营，丽泽路与骆驼湾街之间原先因16号线施工封闭的金泽东路也铺设完毕，对行人开放。
2022年9月27日，京投公司开始对丽泽城市航站楼综合交通枢纽一体化工程环境影响评价公众参与相关信息进行第一次公示。
2022年12月31日，由于16号线车站北部的城市航站楼、周围地下空间开发项目以及大兴机场线车站正在进行基坑开挖，16号线列车在丽泽商务区站只能不停靠通过。
2023年2月8日，丽泽城市航站楼综合交通枢纽一体化工程开始二次环评公示，当天公示的报告书征求意见稿显示，该项目计划于2023年3月开工建设，预计2025年12月底具备投入运营条件。2023年10月28日首班车起至2023年11月21日运营结束，丽泽商务区站B出入口因施工临时封闭。2023年11月，本站14号线站台开始进行16号线换乘接驳口施工。
京港地铁2023年12月18日发布的16号线剩余段开通筹备新闻稿和12月25日发布的16号线剩余段开通后首末车时间表均未提及丽泽商务区站。2023年12月30日16号线苏州街、洪泰庄、宛平城三站开通后，最后一座仍未开通的丽泽商务区站16号线部分成为16号线最迟开通的车站。
2024年1月15日，16号线站台北侧的围挡被撤除。同月20日，14号线站厅北侧遮蔽16号线北站厅的假墙被拆除。
2024年2月4日，16号线部分列车张贴的北京地铁线网图另行张贴了本站的换乘标识补丁以及昌平线朱房北站的补丁。
2024年5月27日，本站通往丽泽SOHO的商业接驳口开通。
2025年1月上旬，本站重新张贴了包括16号线站台的车站结构图，16号线站台重新开始保洁。自1月9日开始，有大量工作人员在本站张贴地贴等标识。本站16号线部分原定1月12日开通，因未知原因推迟至19日。
2025年1月19日，本站16号线部分开通运营，从而使北京地铁全路网换乘站数量增至99座。同年7月末，14号线与16号线的换乘节点改为非高峰时段双向通行。

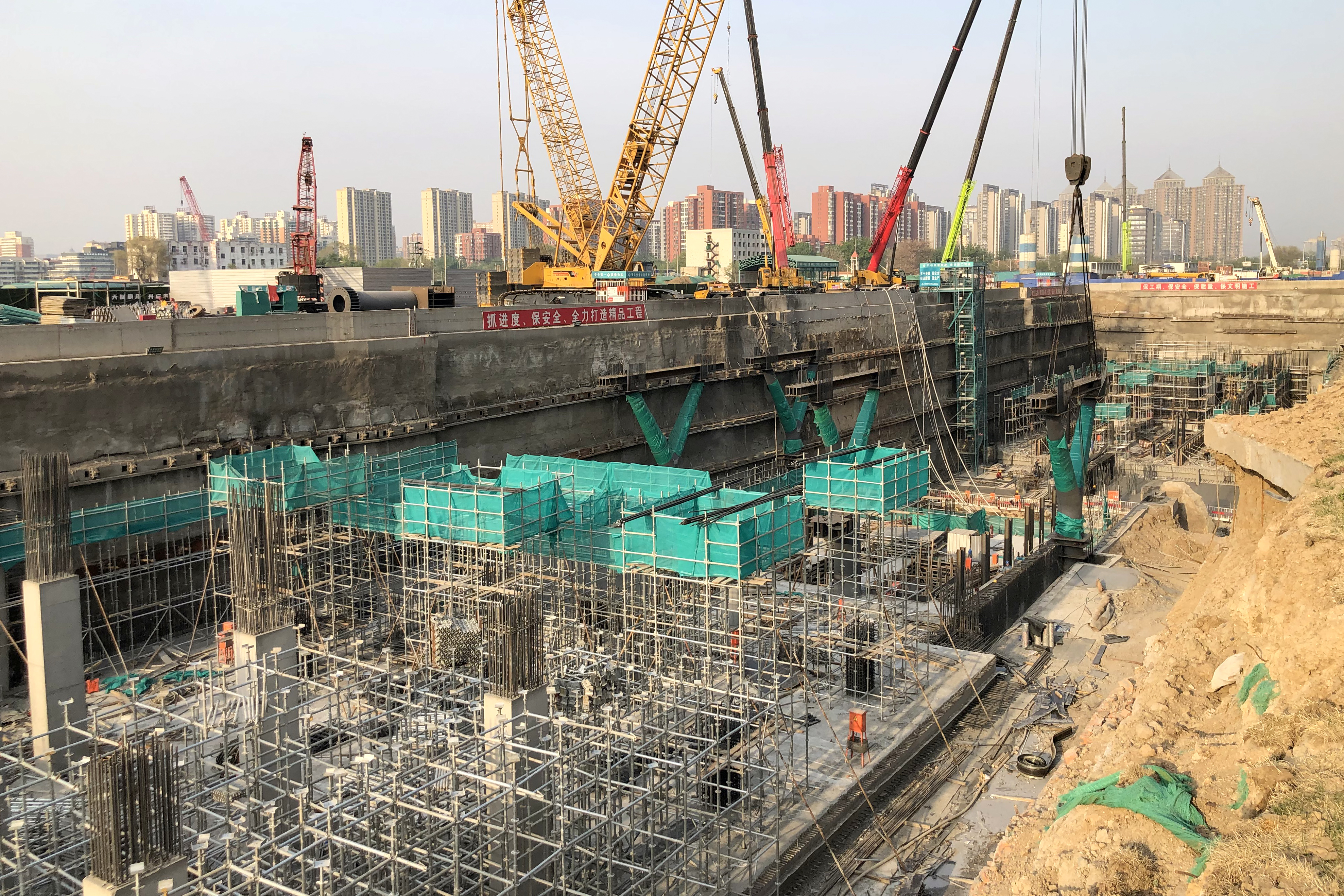
14号线车站工地（2021年4月摄）
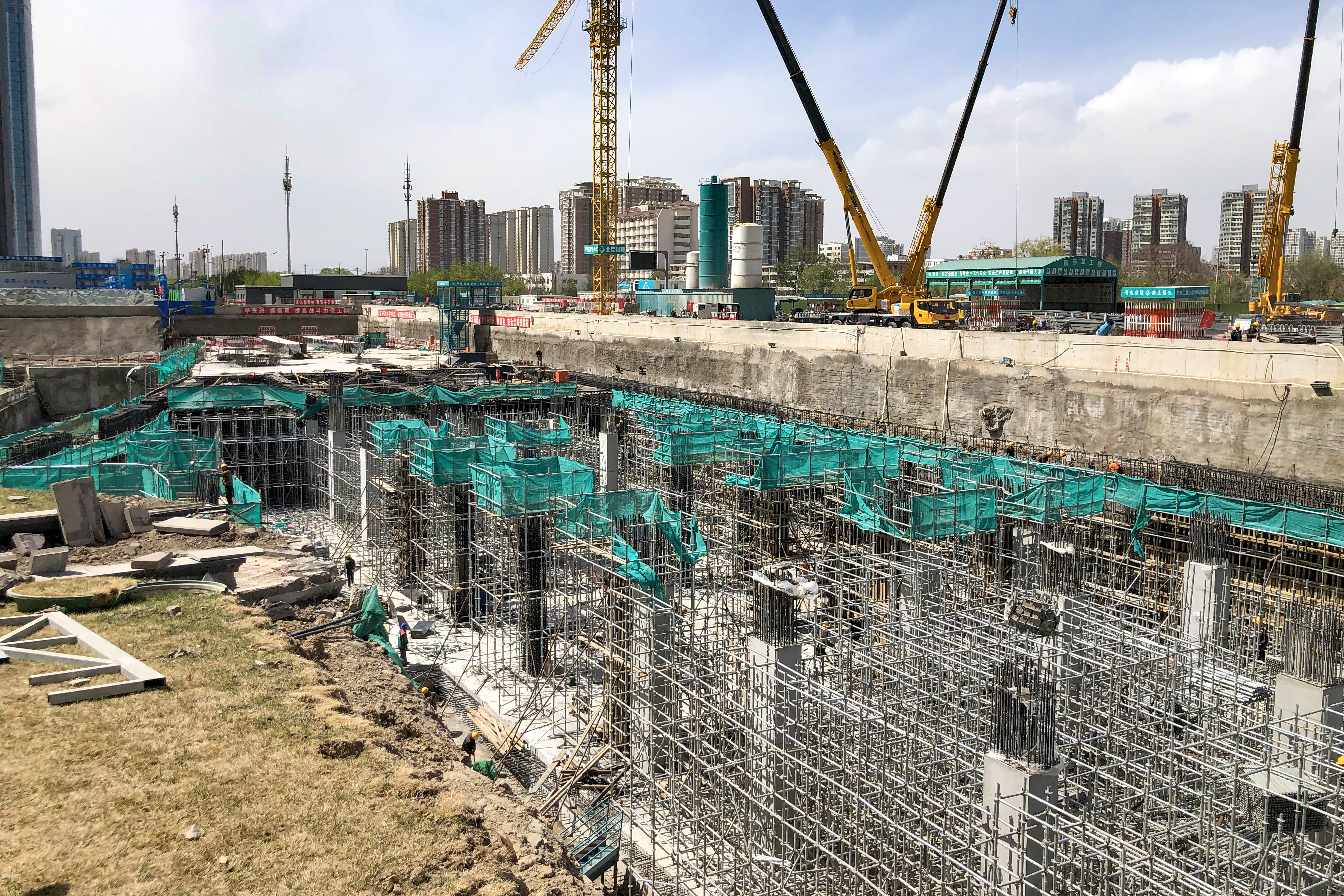
14号线车站西侧工地（2021年4月摄）
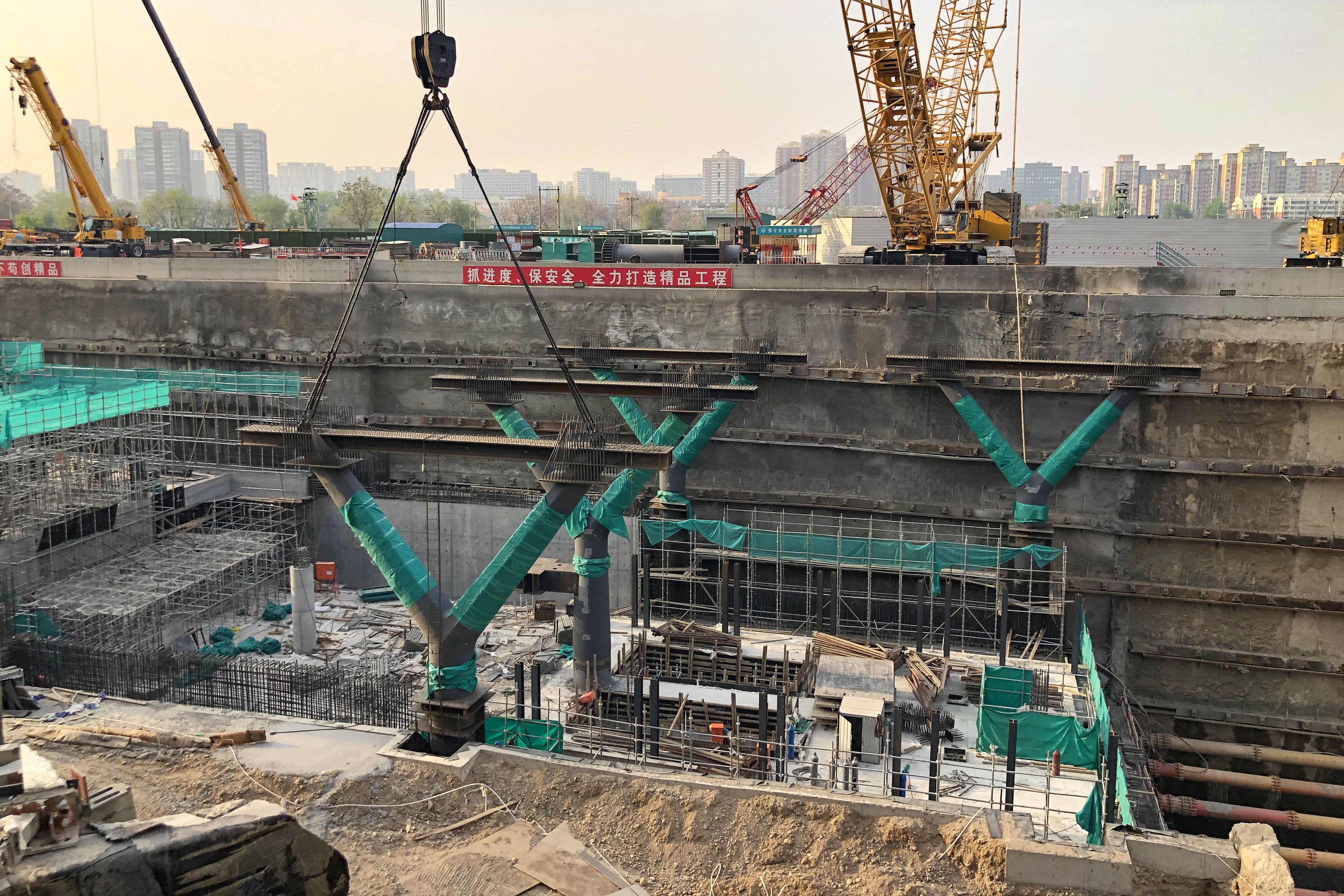
正在安装Y型柱的14号线车站（2021年4月摄）
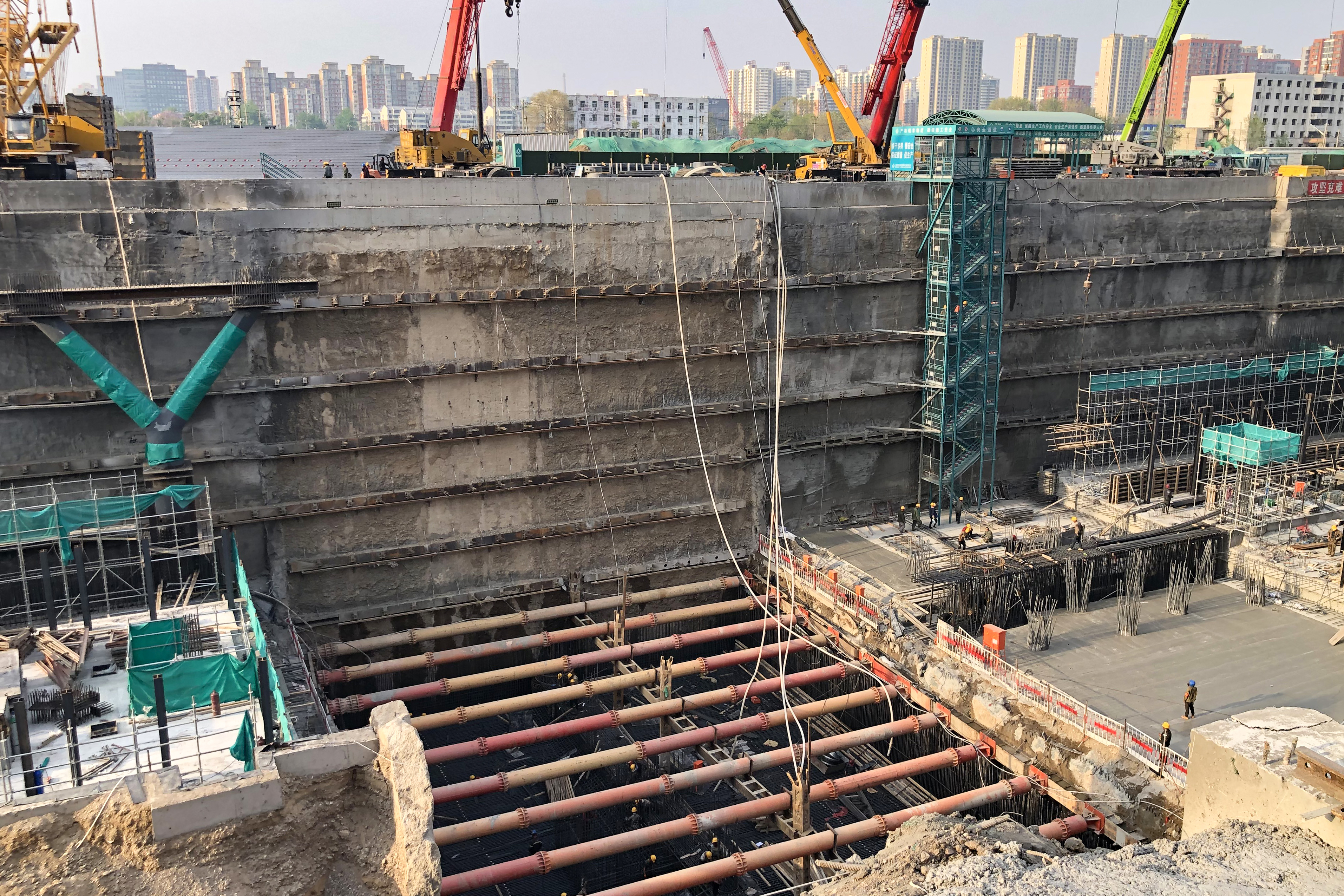
14号线车站结构中部（2021年4月摄）
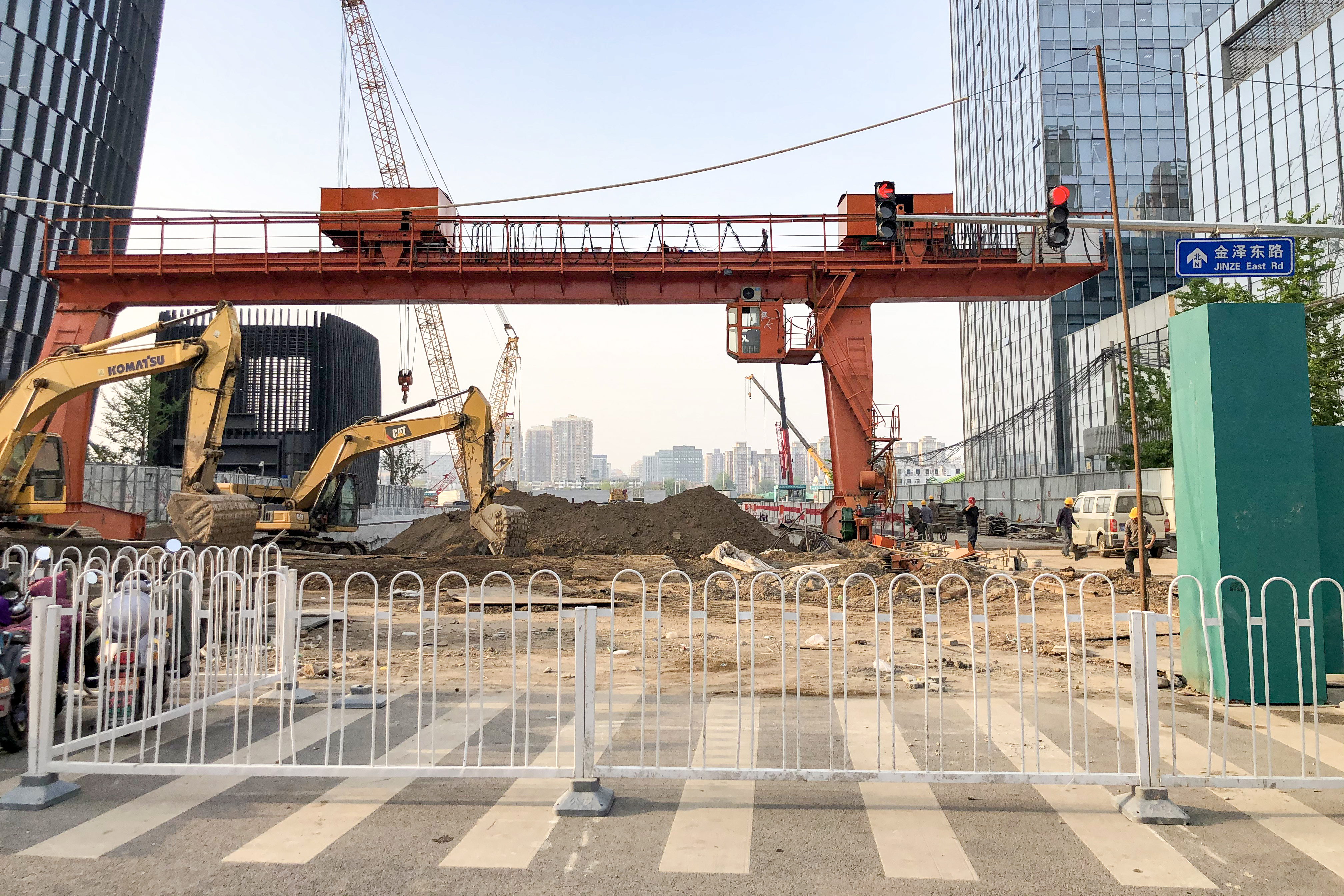
因地铁施工封闭的金泽东路北段（2021年4月摄）
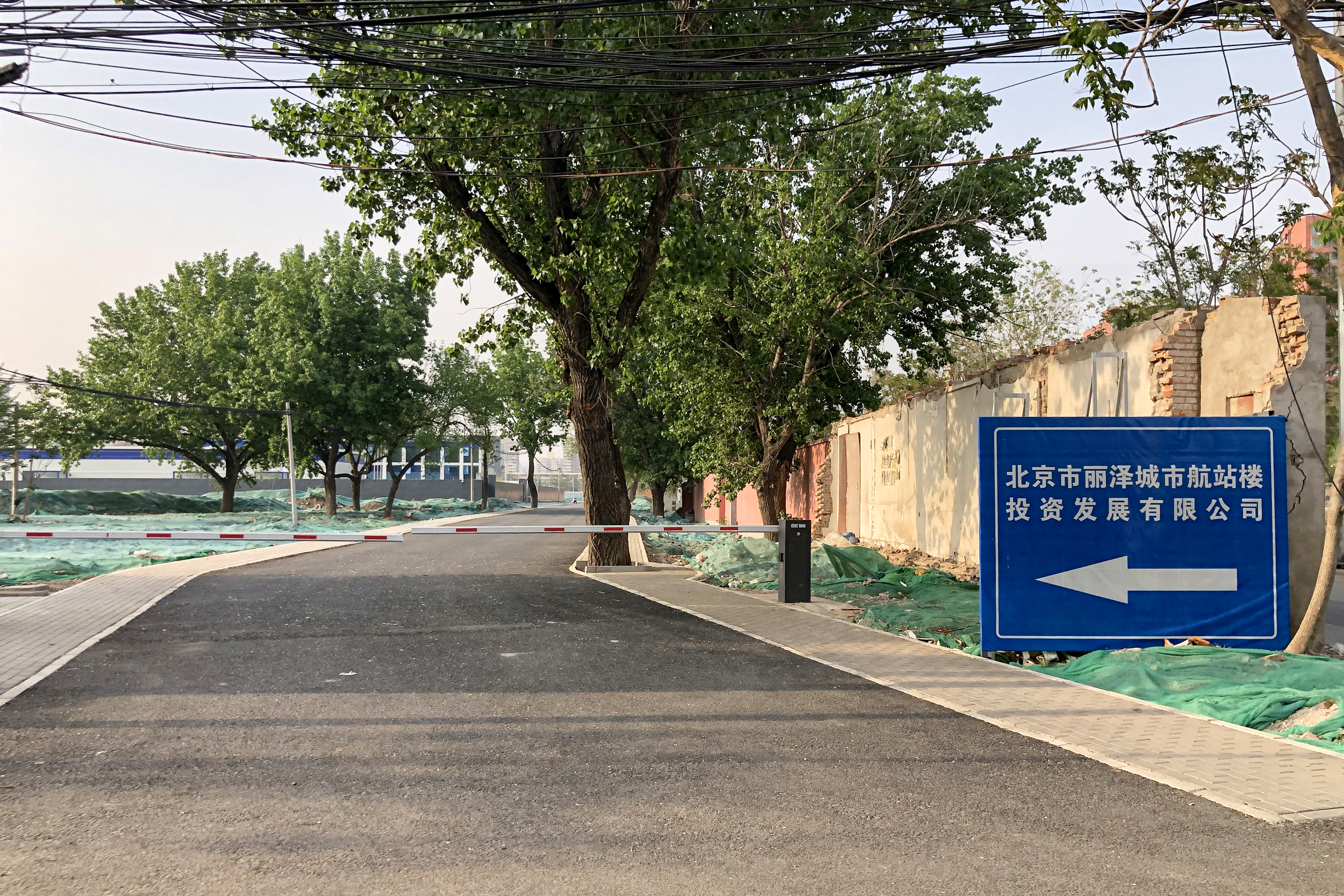
大兴机场线工地东侧的北京市丽泽城市航站楼投资发展有限公司（2021年4月摄）
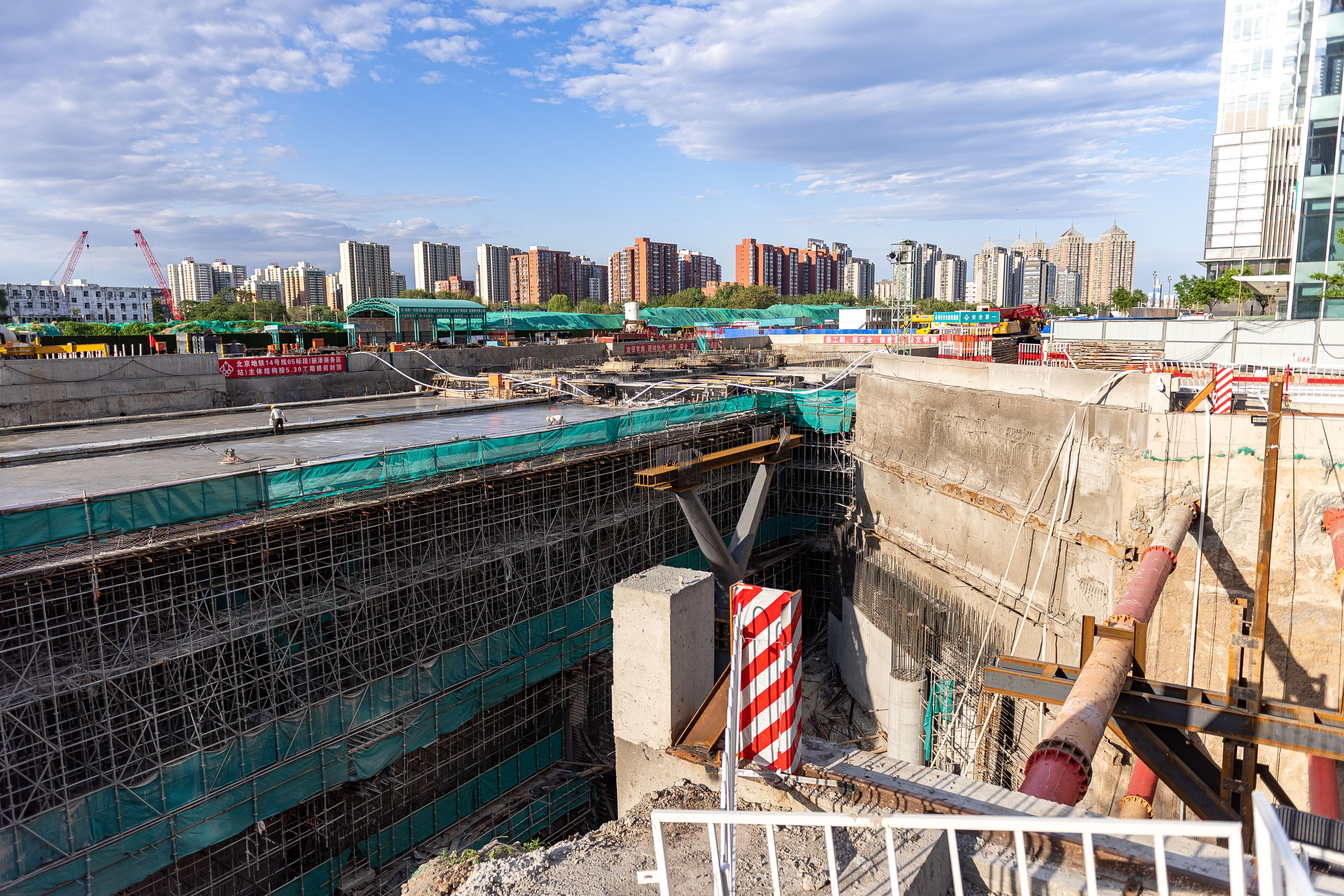
已封顶的14号线车站工地，图片右侧为16号线车站南半部分
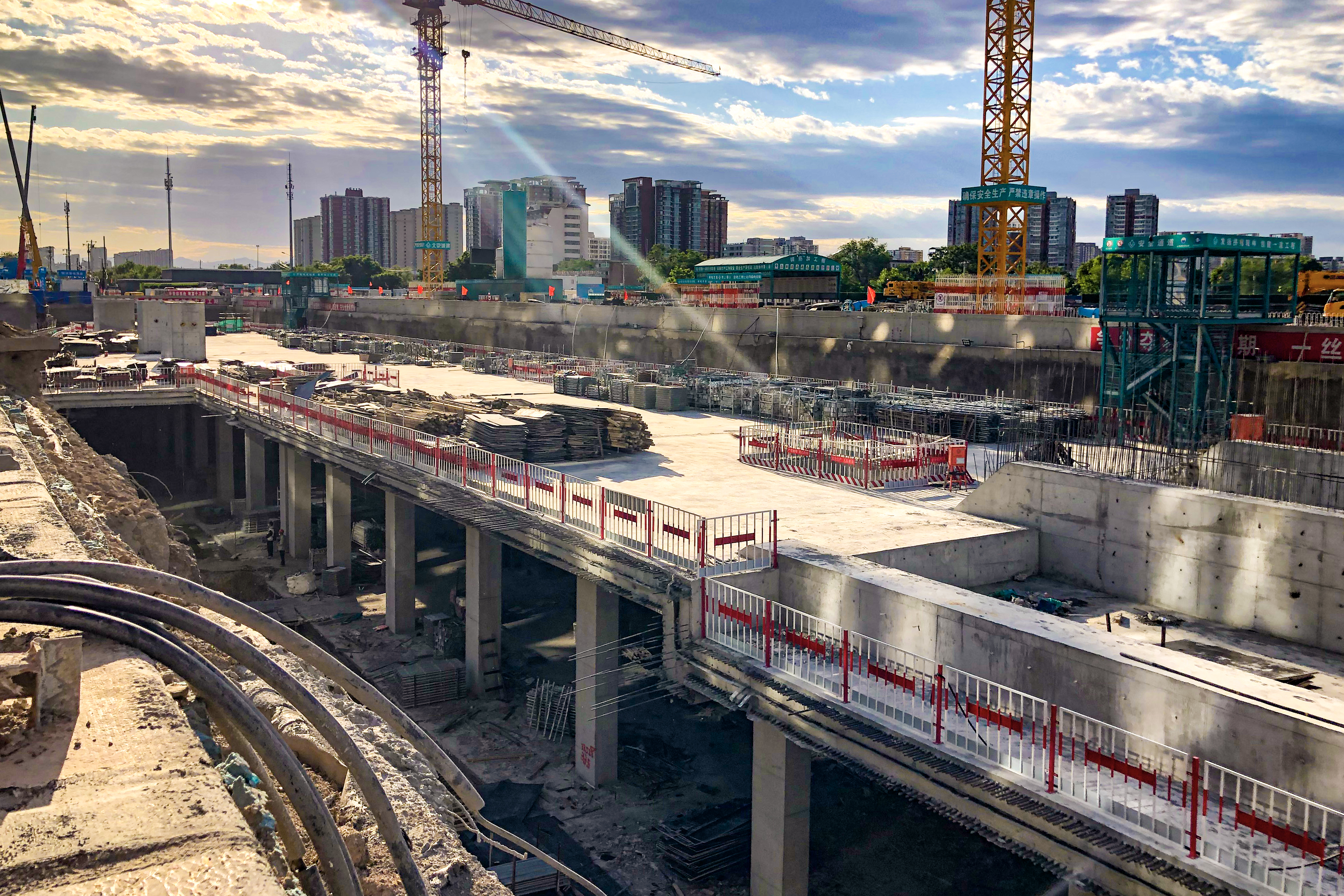
已封顶的14号线车站西侧工地（2021年5月摄）
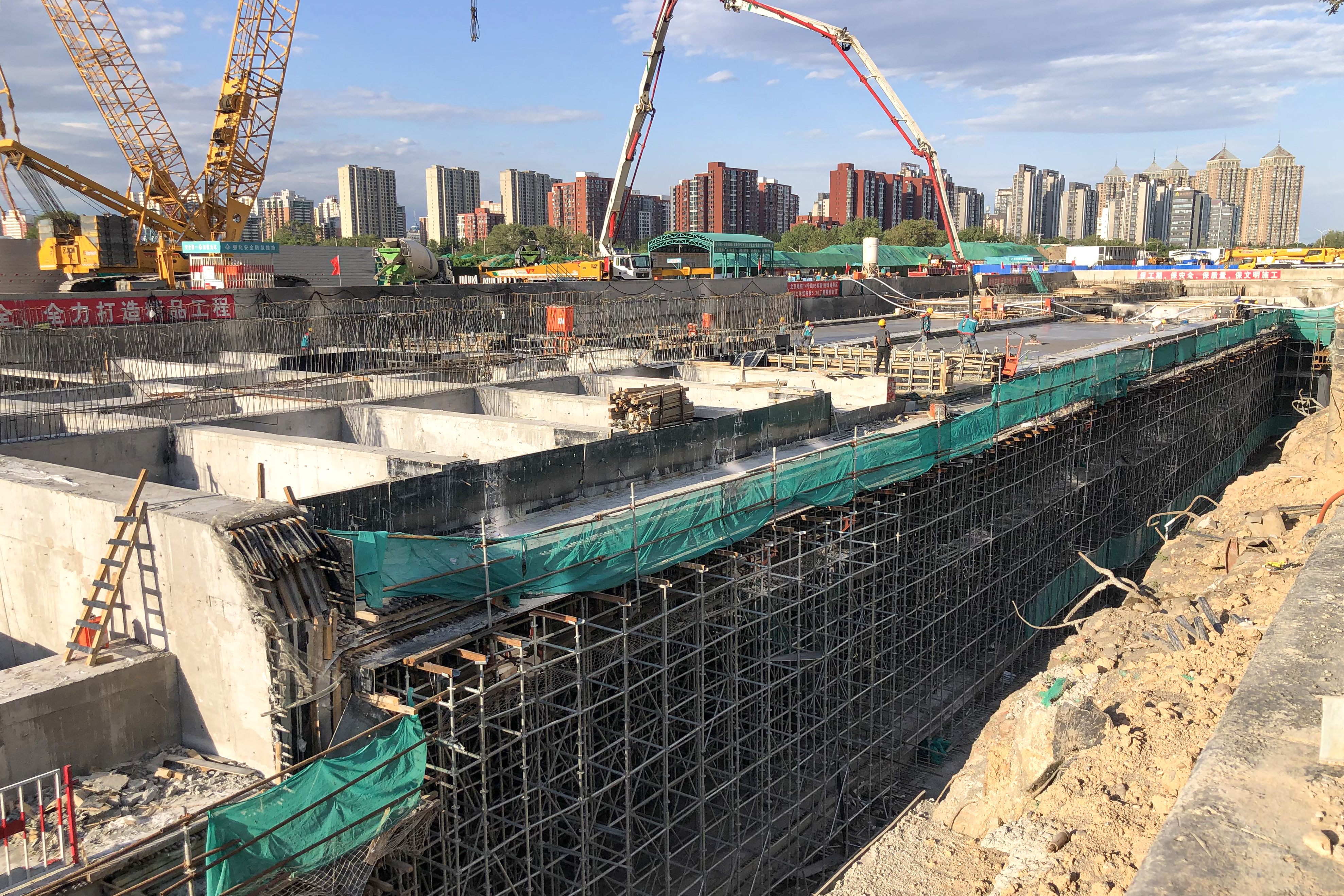
已封顶的14号线车站工地（2021年5月摄）
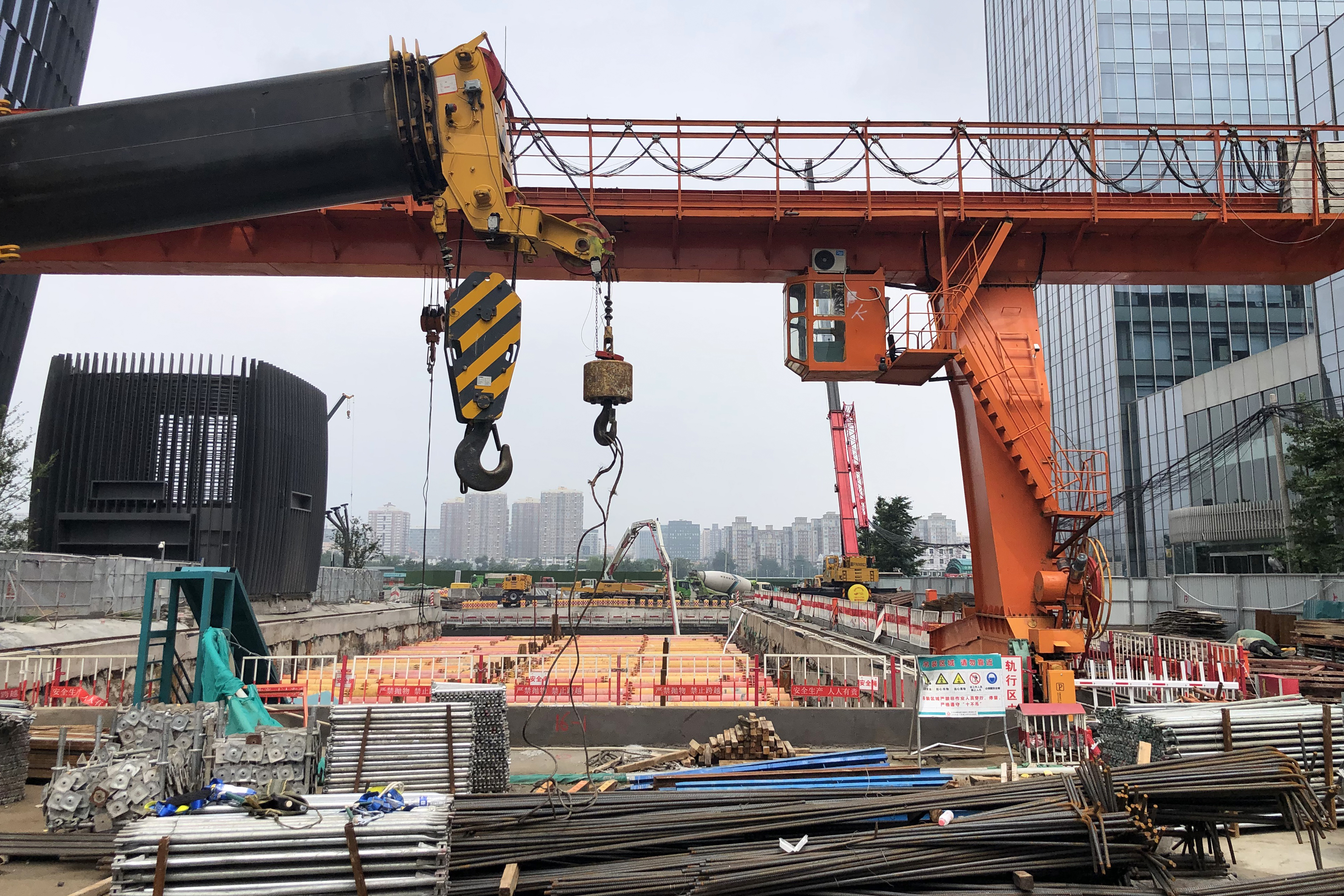
金泽东路封闭区段的16号线车站南半幅工地（2021年7月19日摄）
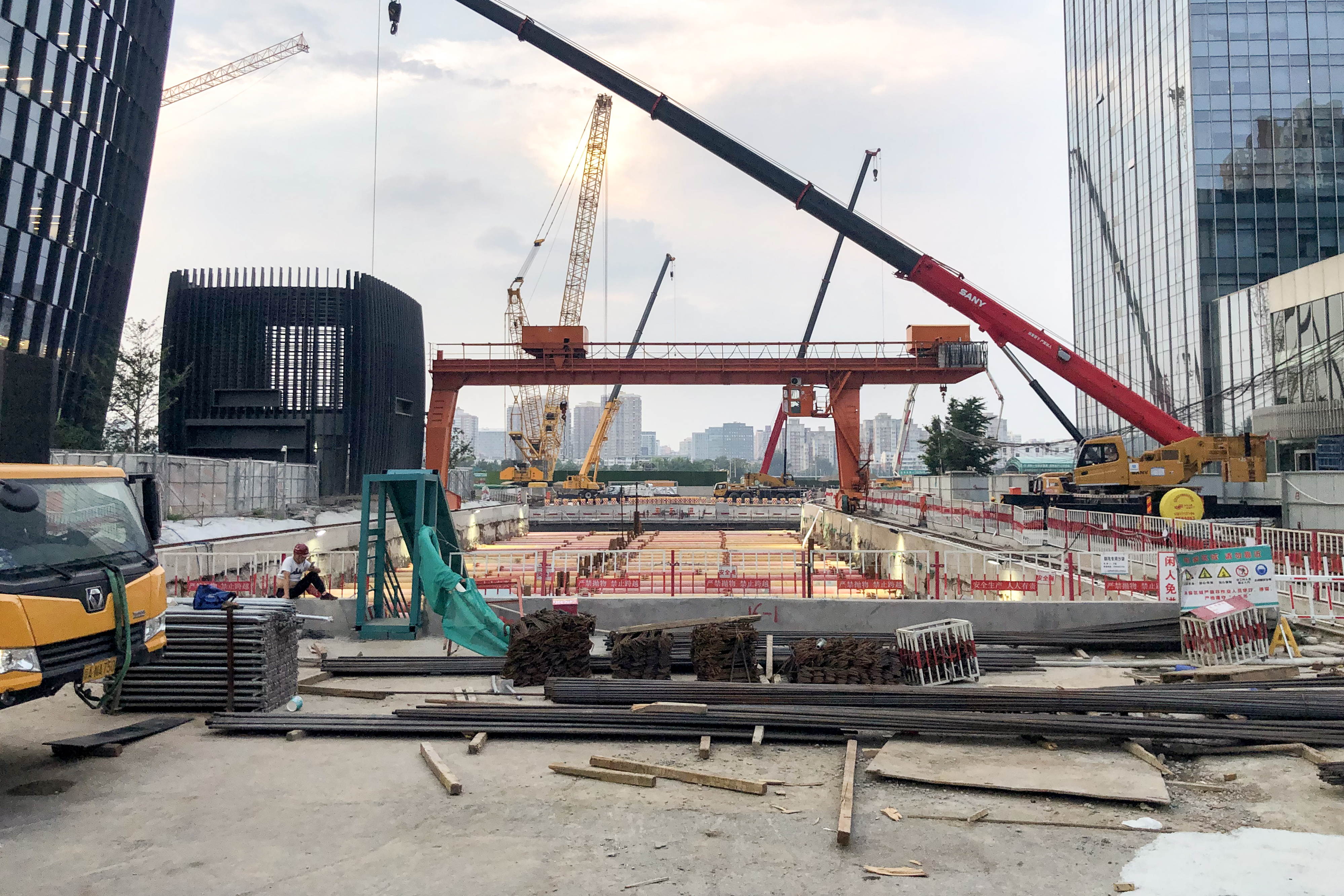
金泽东路封闭区段的16号线车站南半幅工地（2021年7月25日摄）
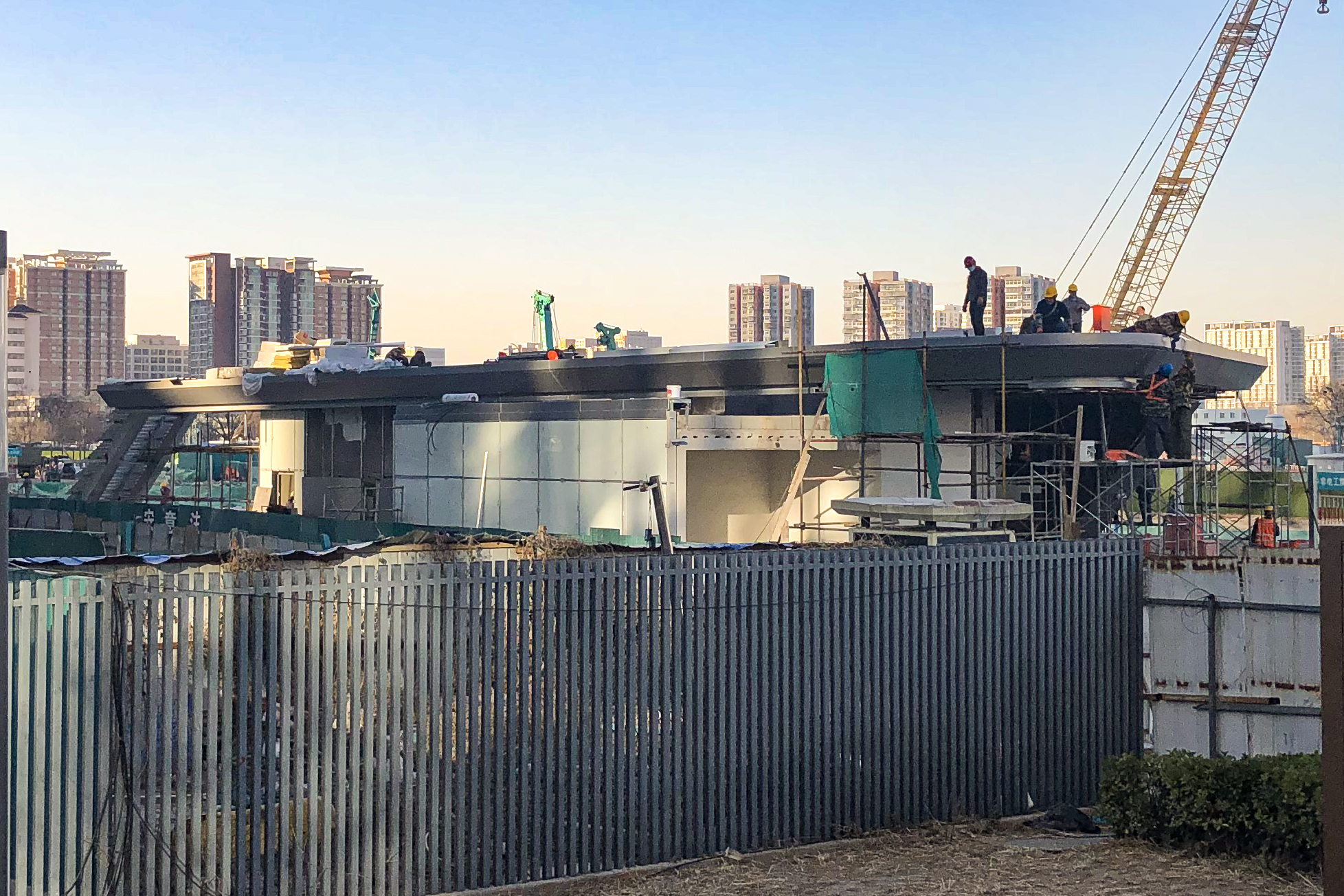
建设中的B出入口（2021年12月4日摄）
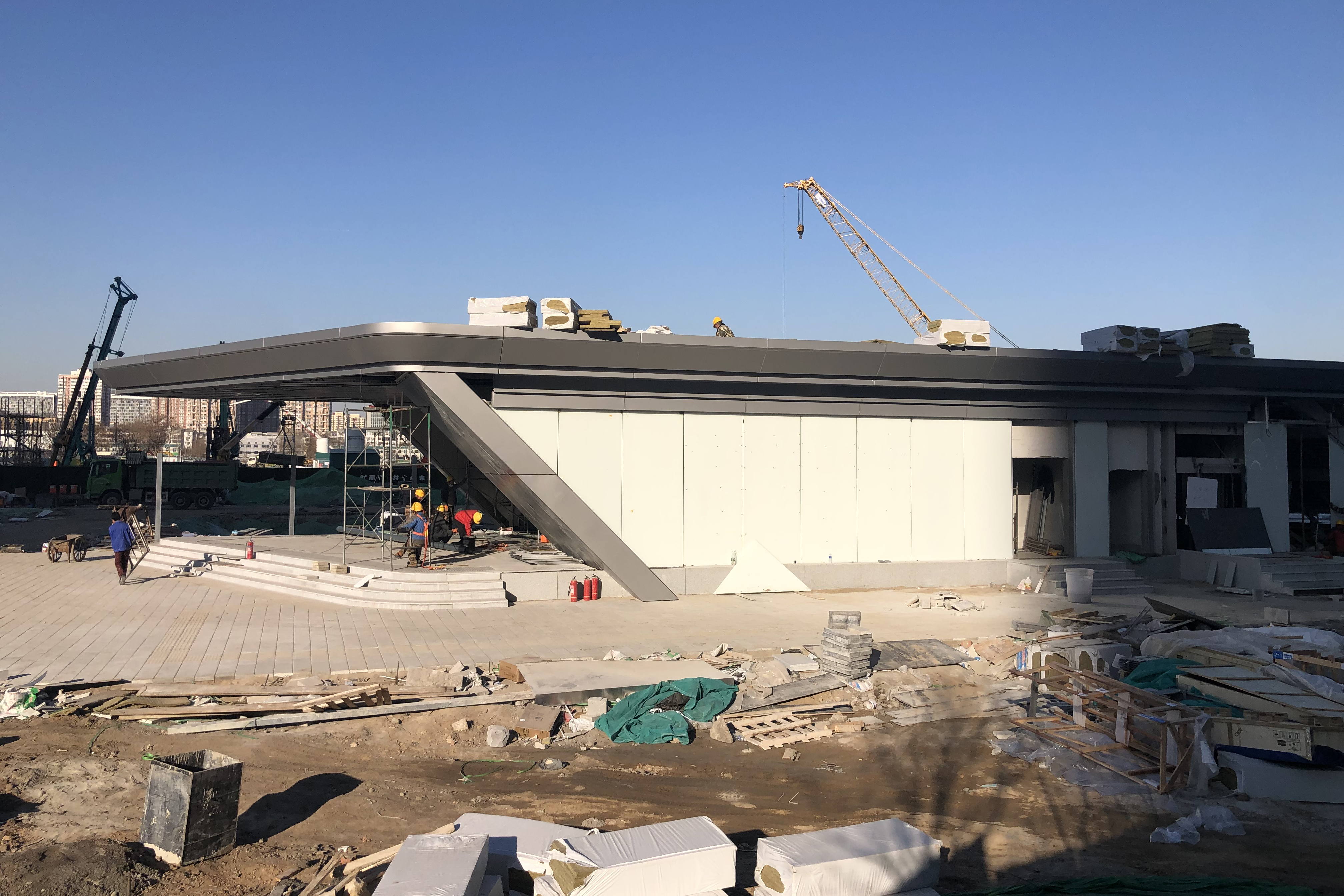
建设中的A出入口（2021年12月4日摄）
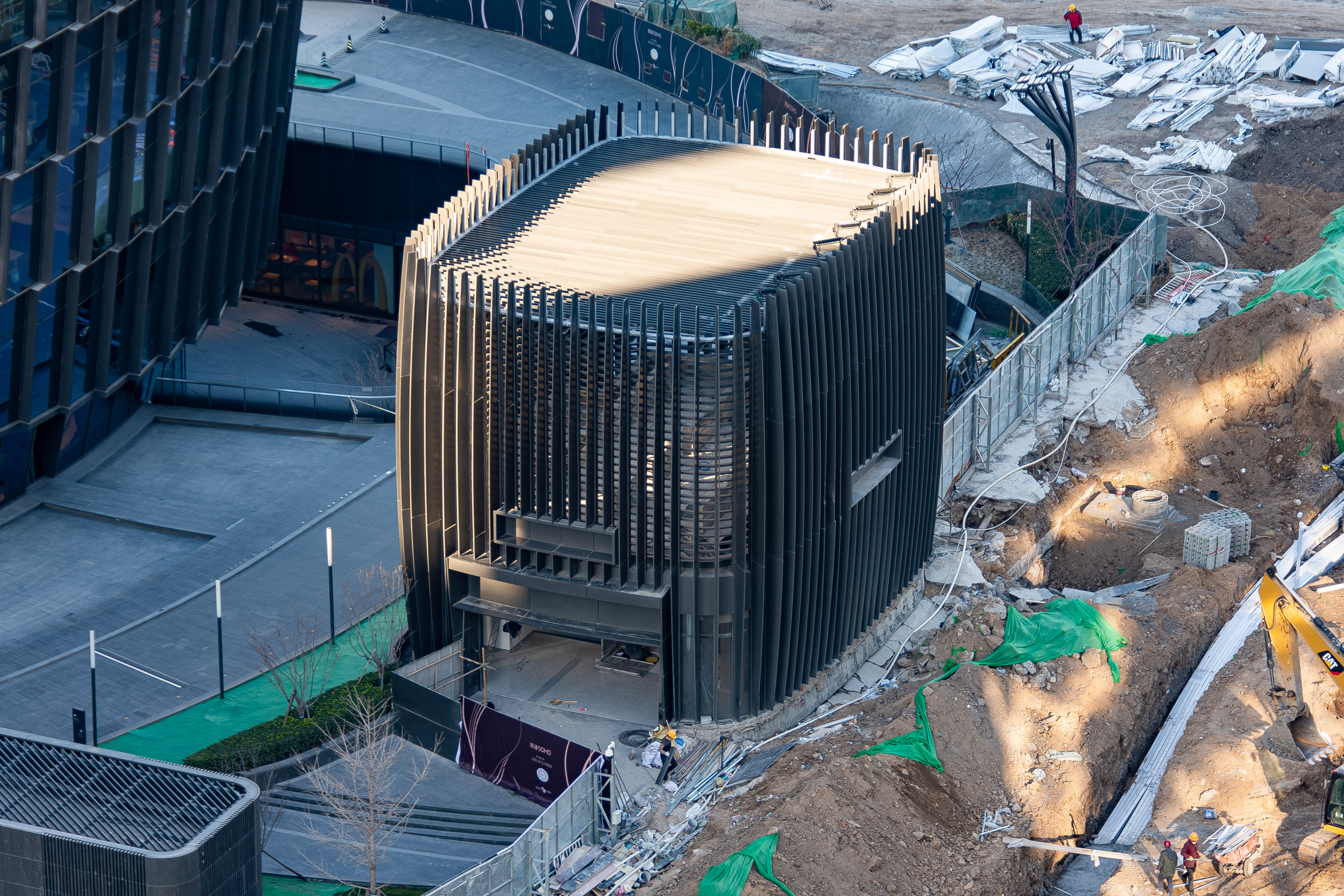
建设中的D出入口（2021年12月4日摄）
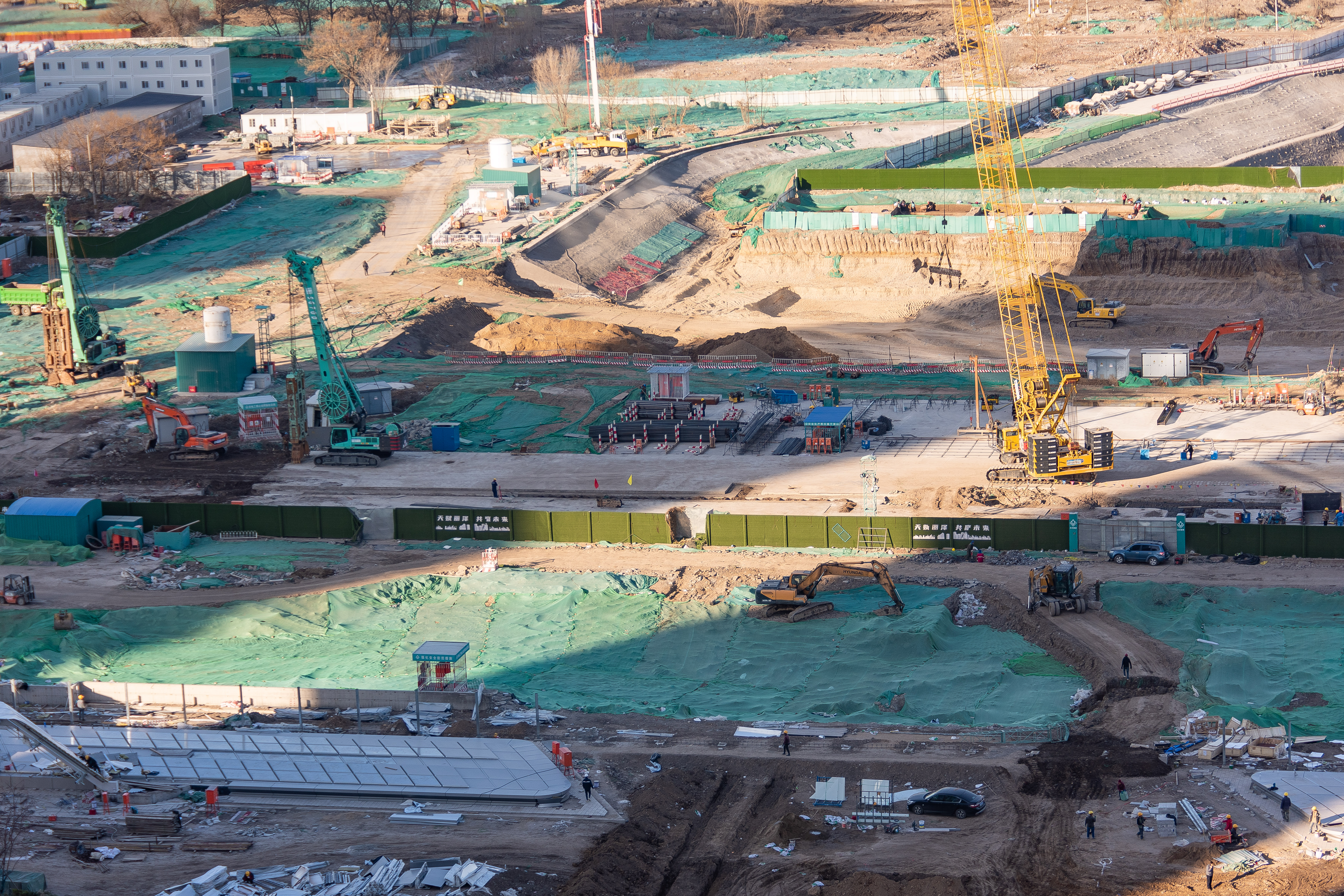
车站北半幅工地（2021年12月4日摄）
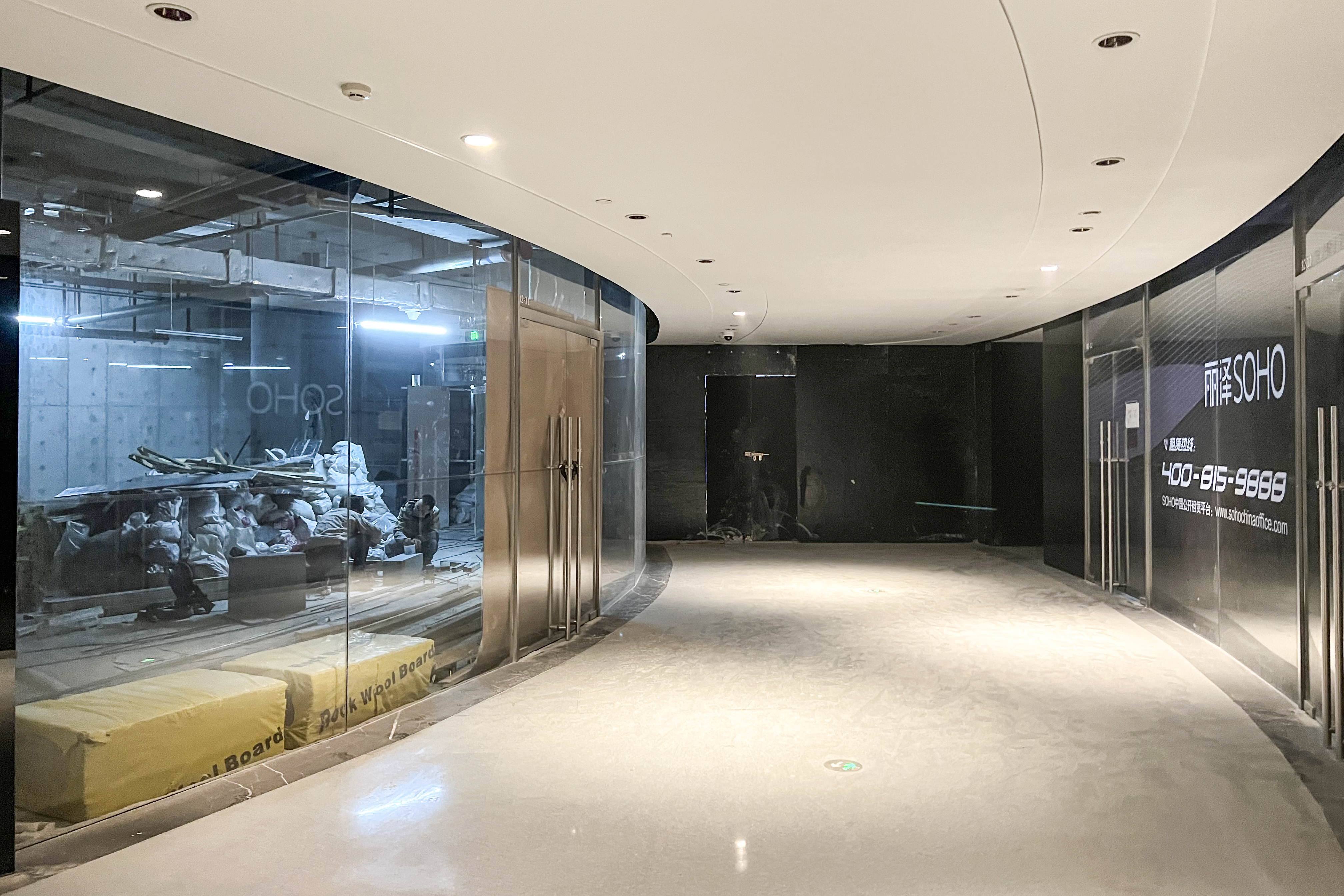
丽泽SOHO地下二层预留的地铁口（2021年12月15日摄）
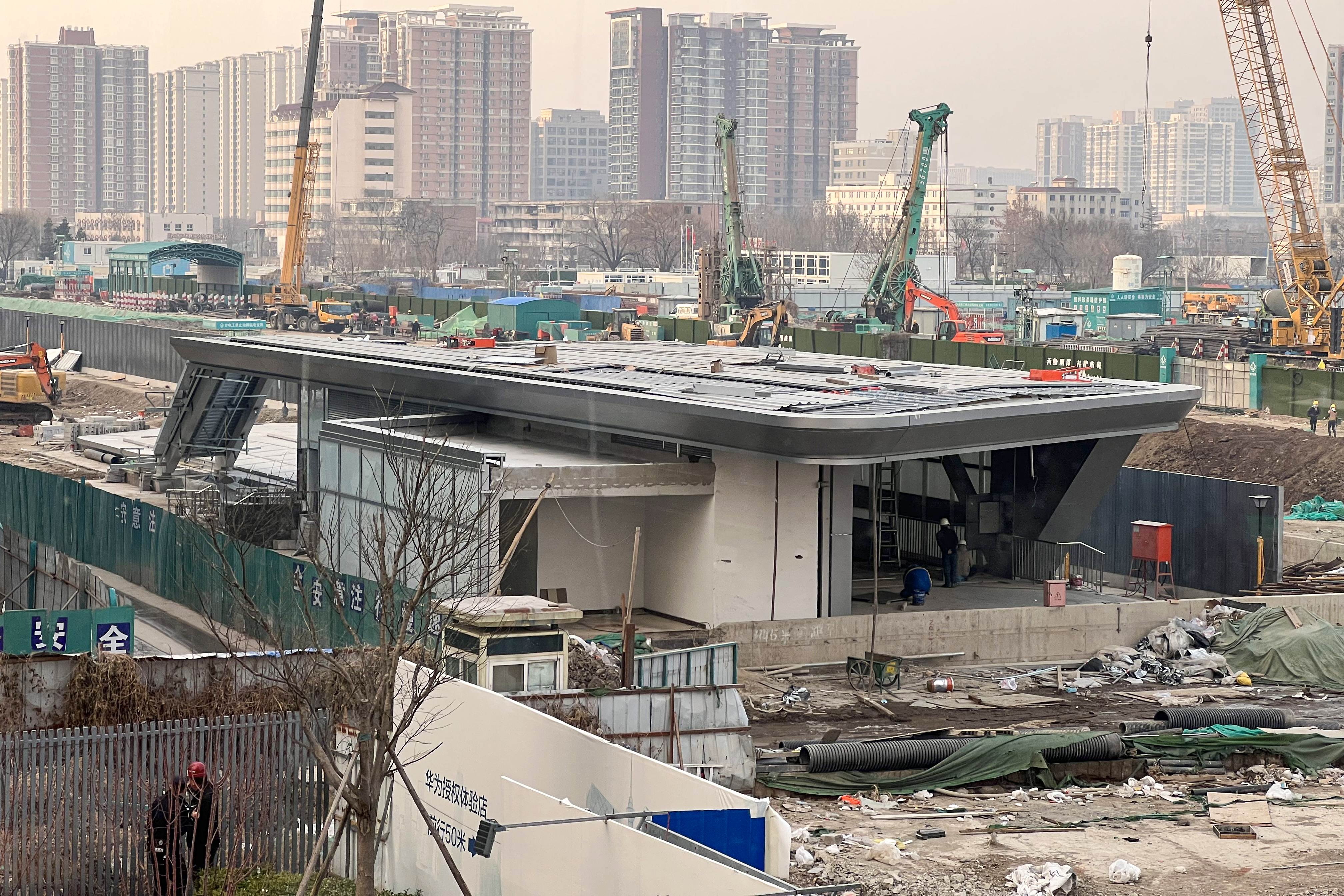
建设中的B出入口（2021年12月15日摄）
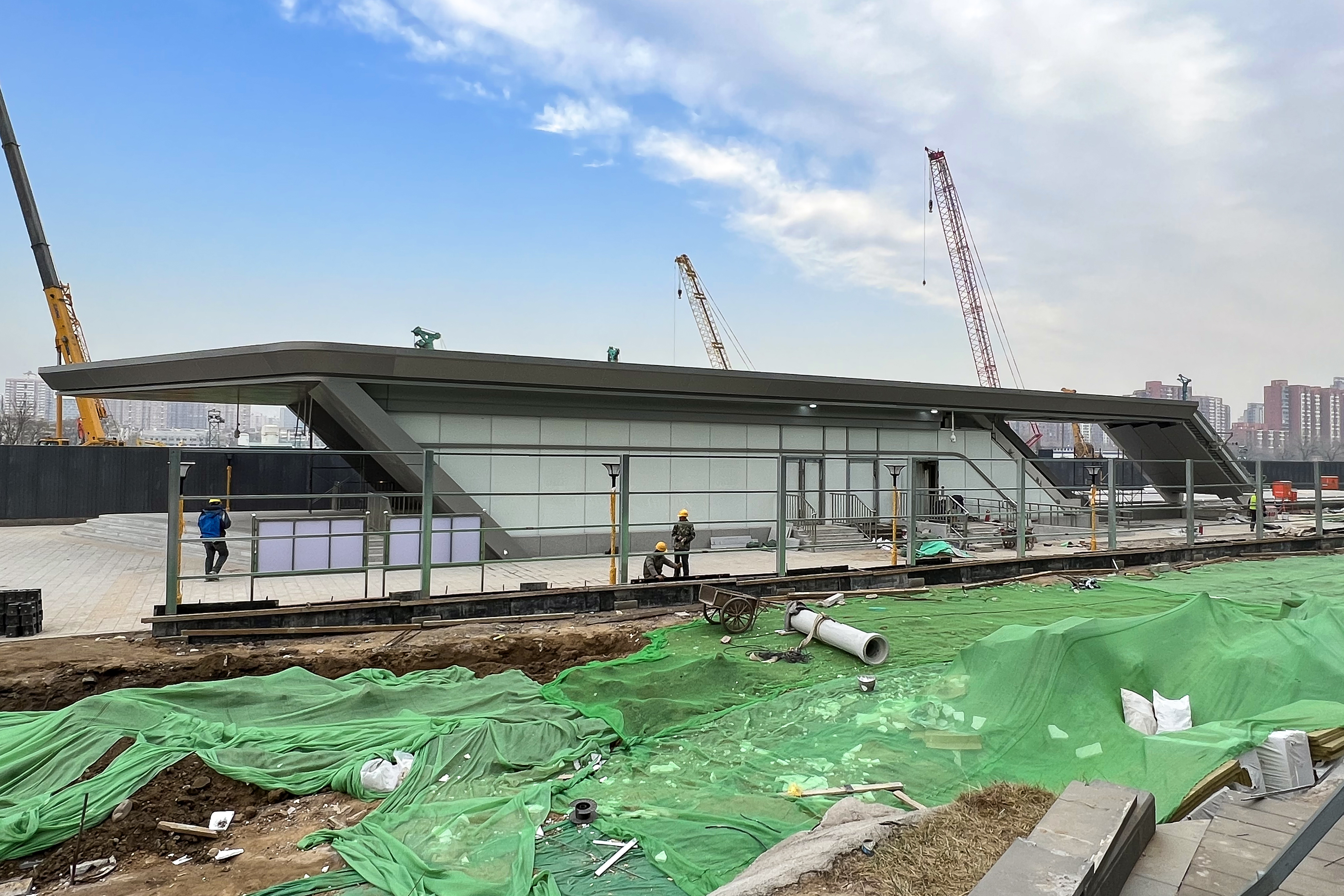
建设中的A出入口（2021年12月15日摄）
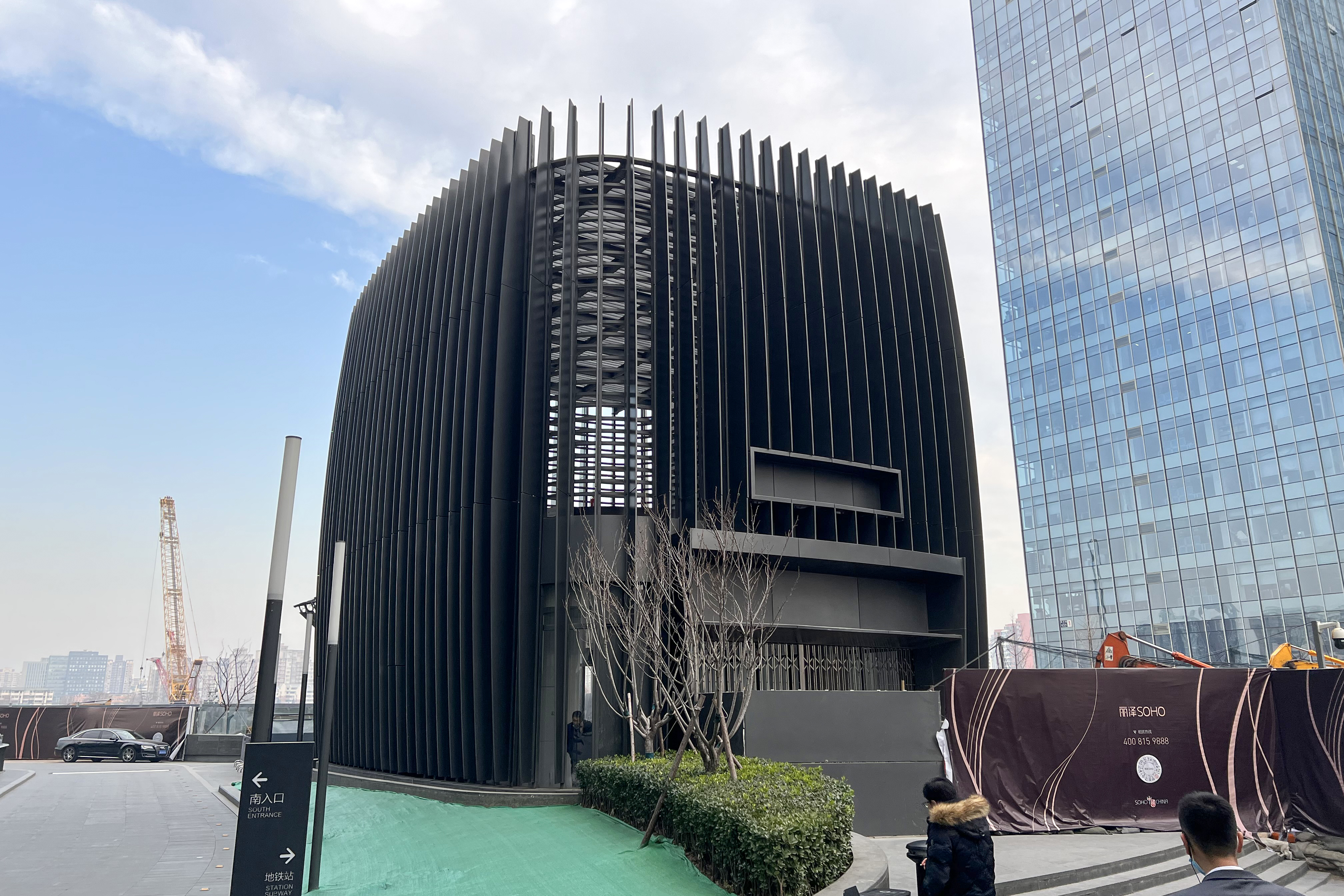
建设中的D出入口（2021年12月15日摄）
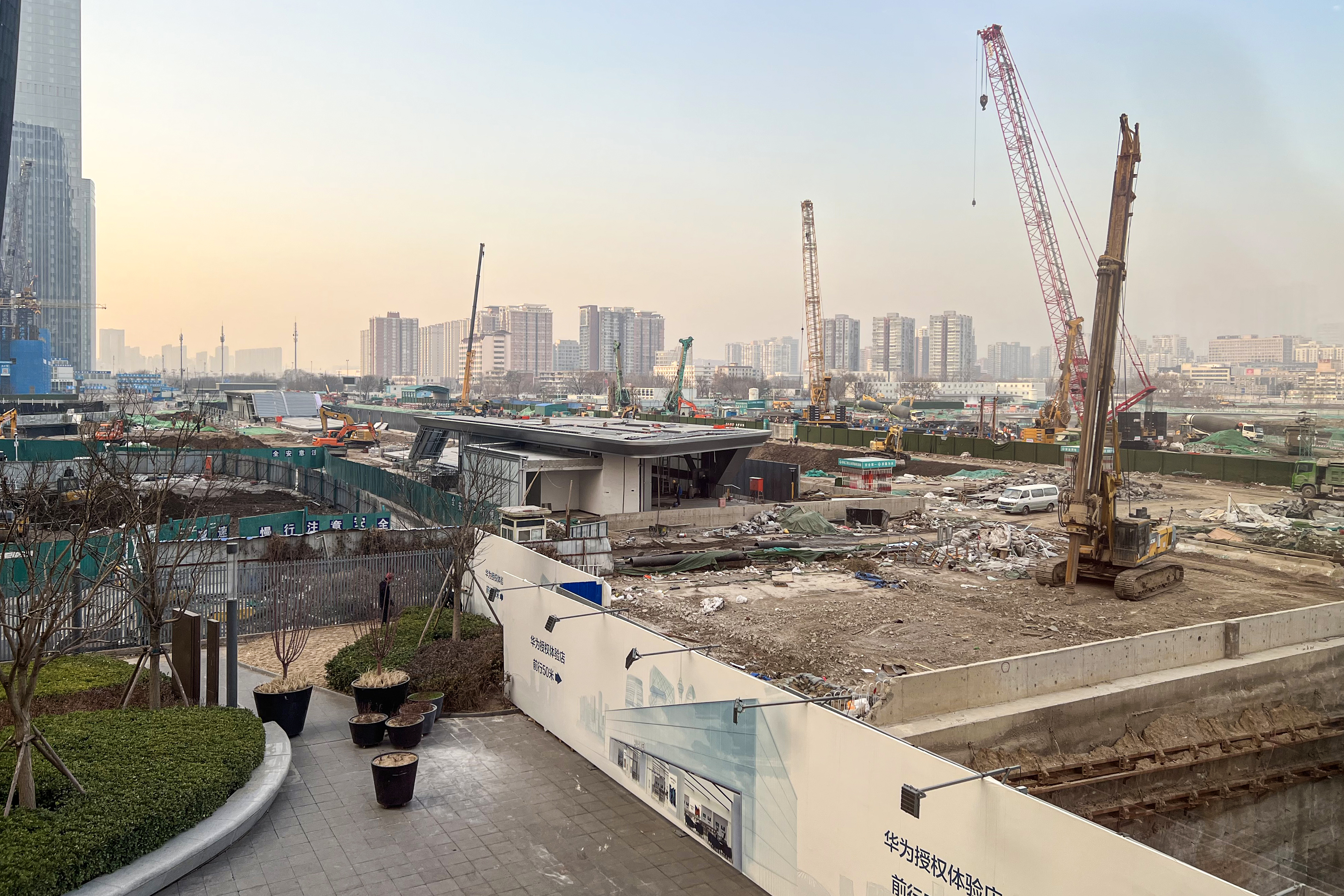
车站工地，右侧为建设中的丽泽天街下沉广场（2021年12月15日摄）
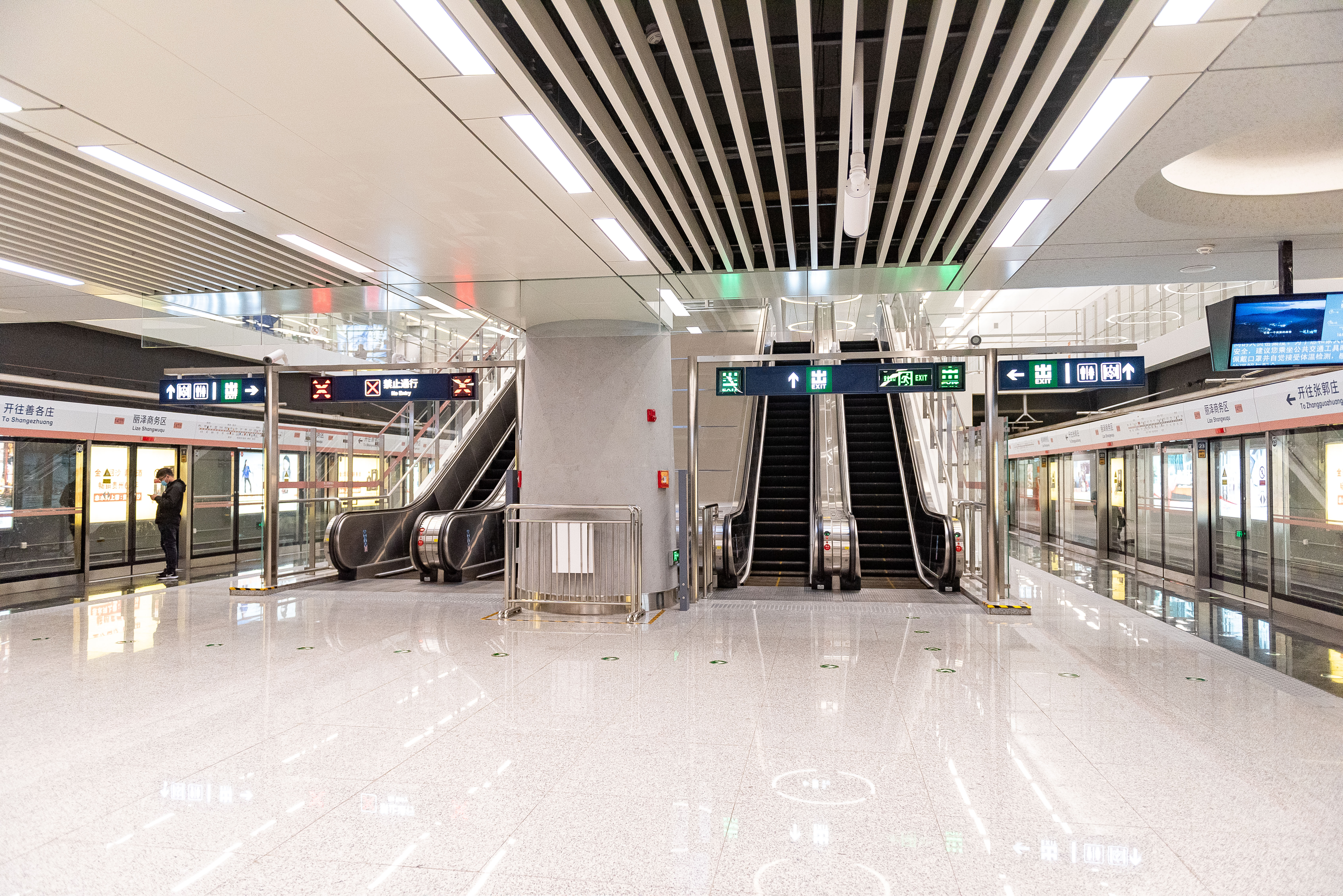
14号线站台（2022年1月2日摄）
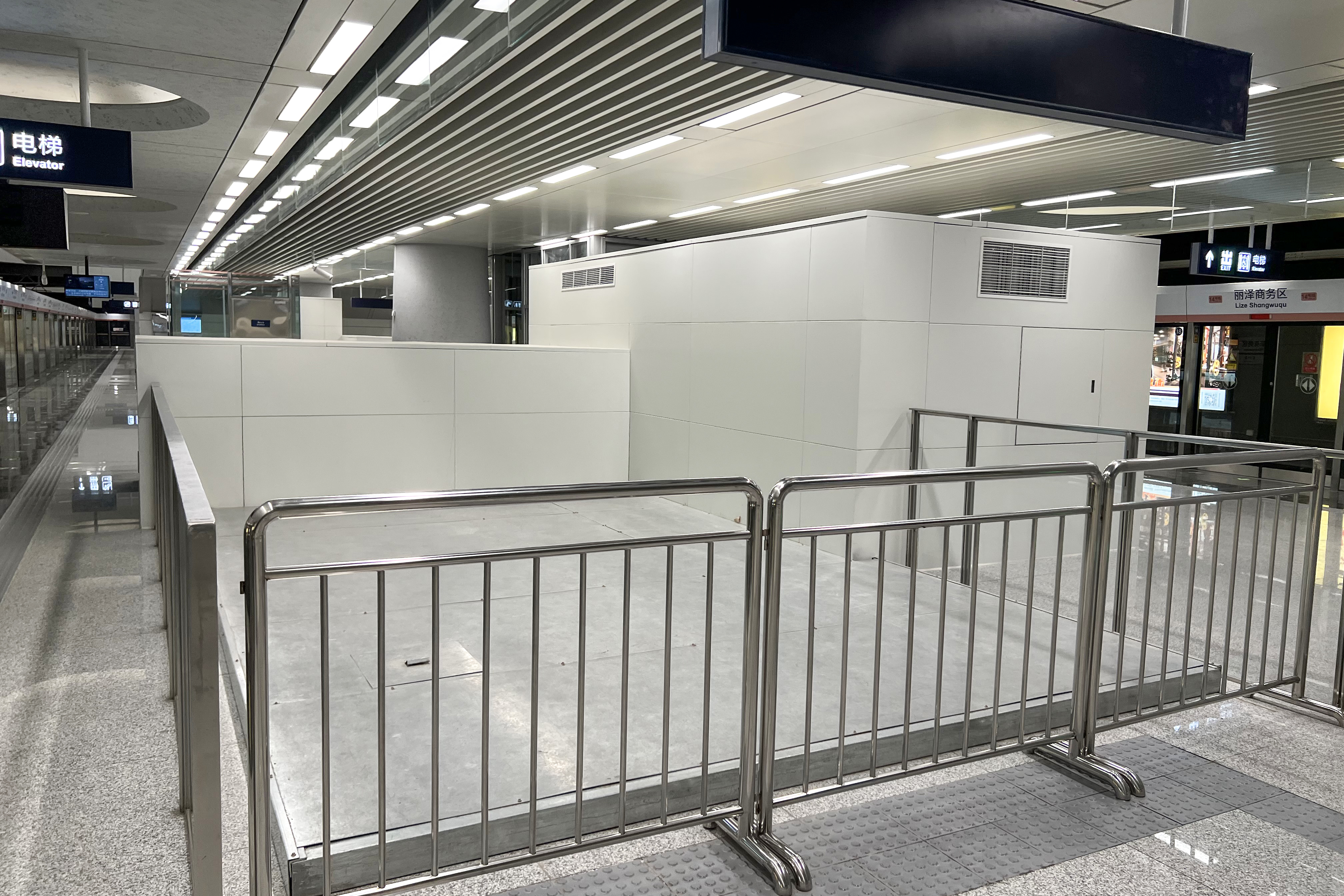
14号线站台上的16号线换乘节点（2022年1月2日摄）
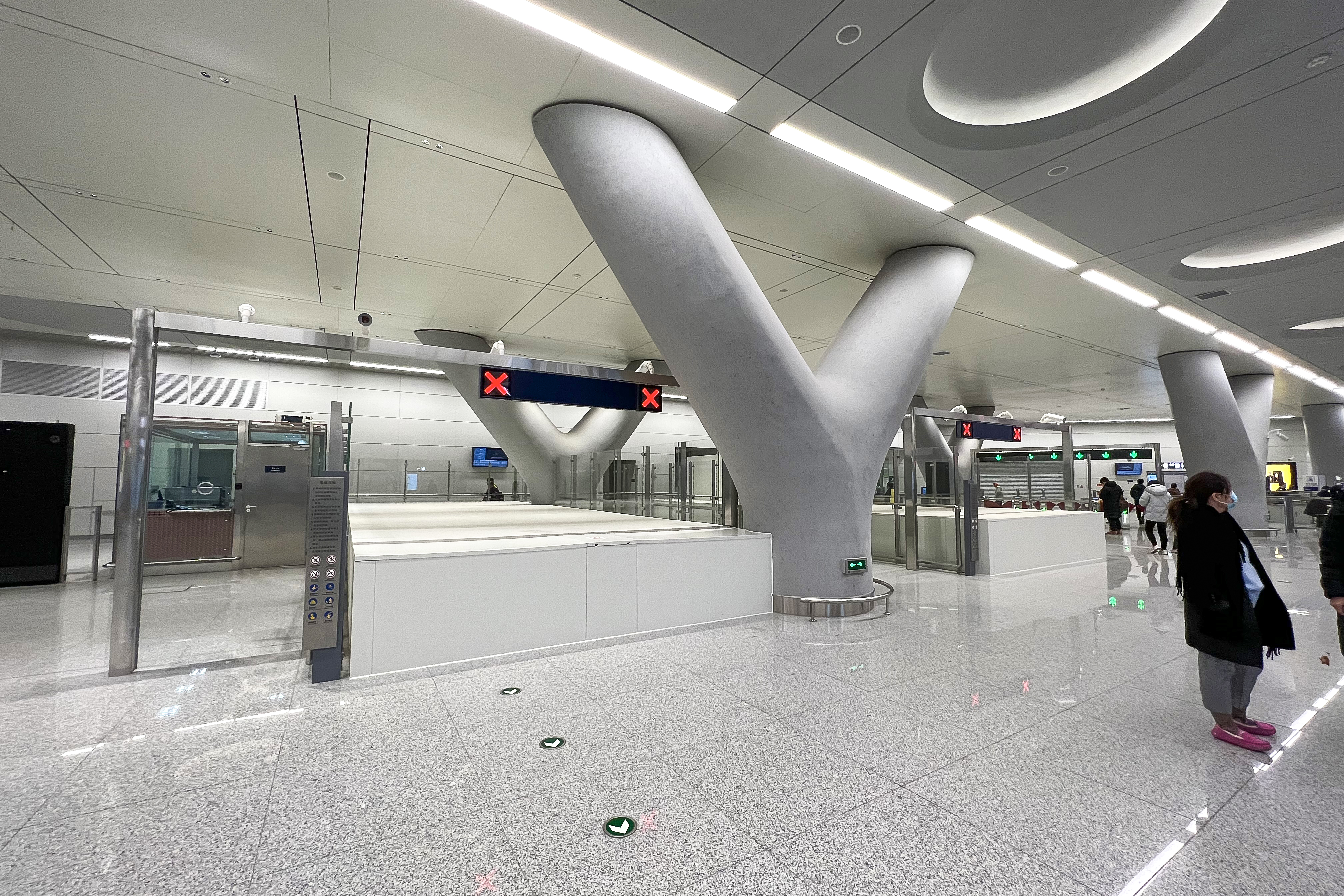
14号线站厅预留的16号线扶梯口（2022年1月2日摄）
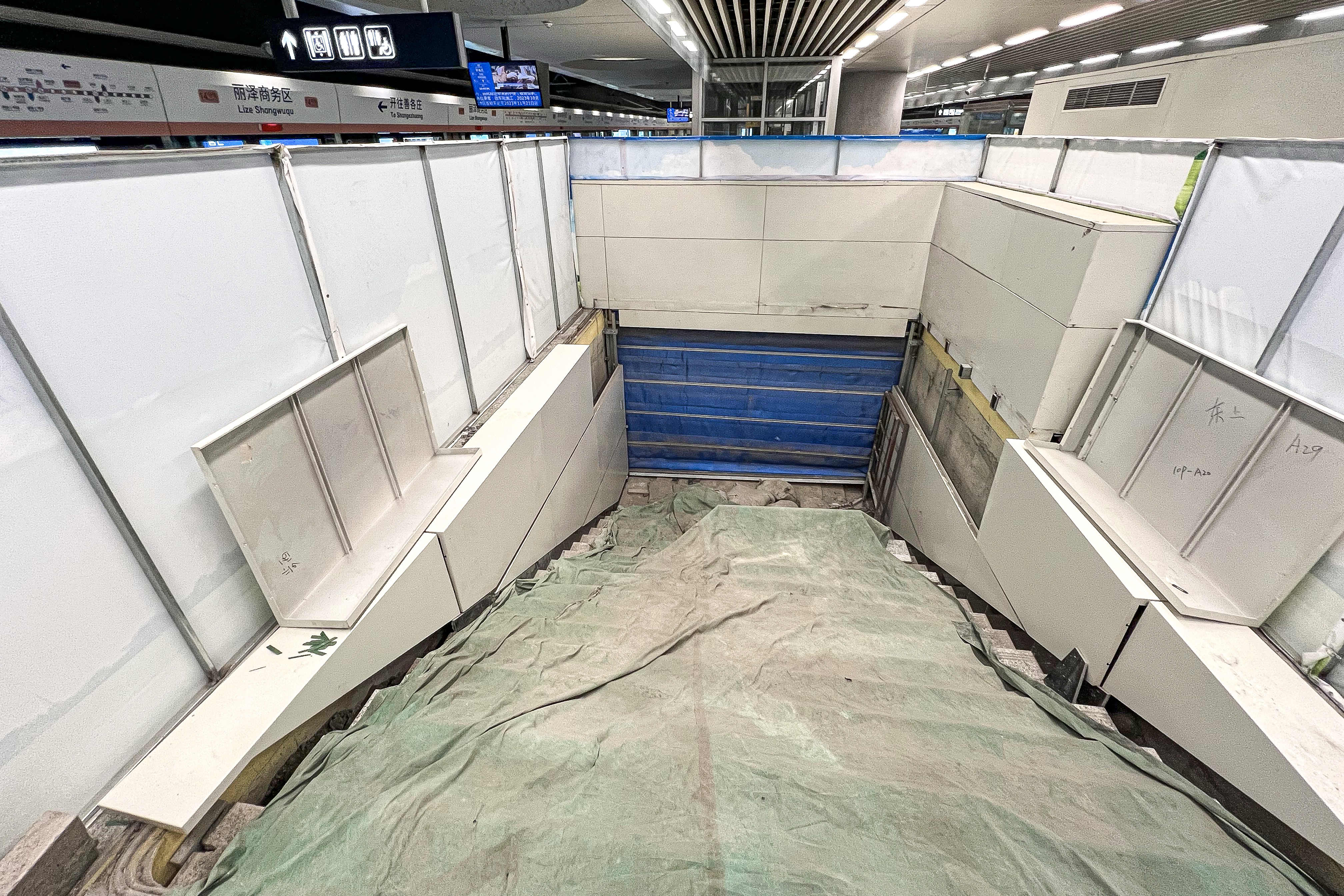
14号线站台上的16号线换乘节点（2023年11月21日摄）
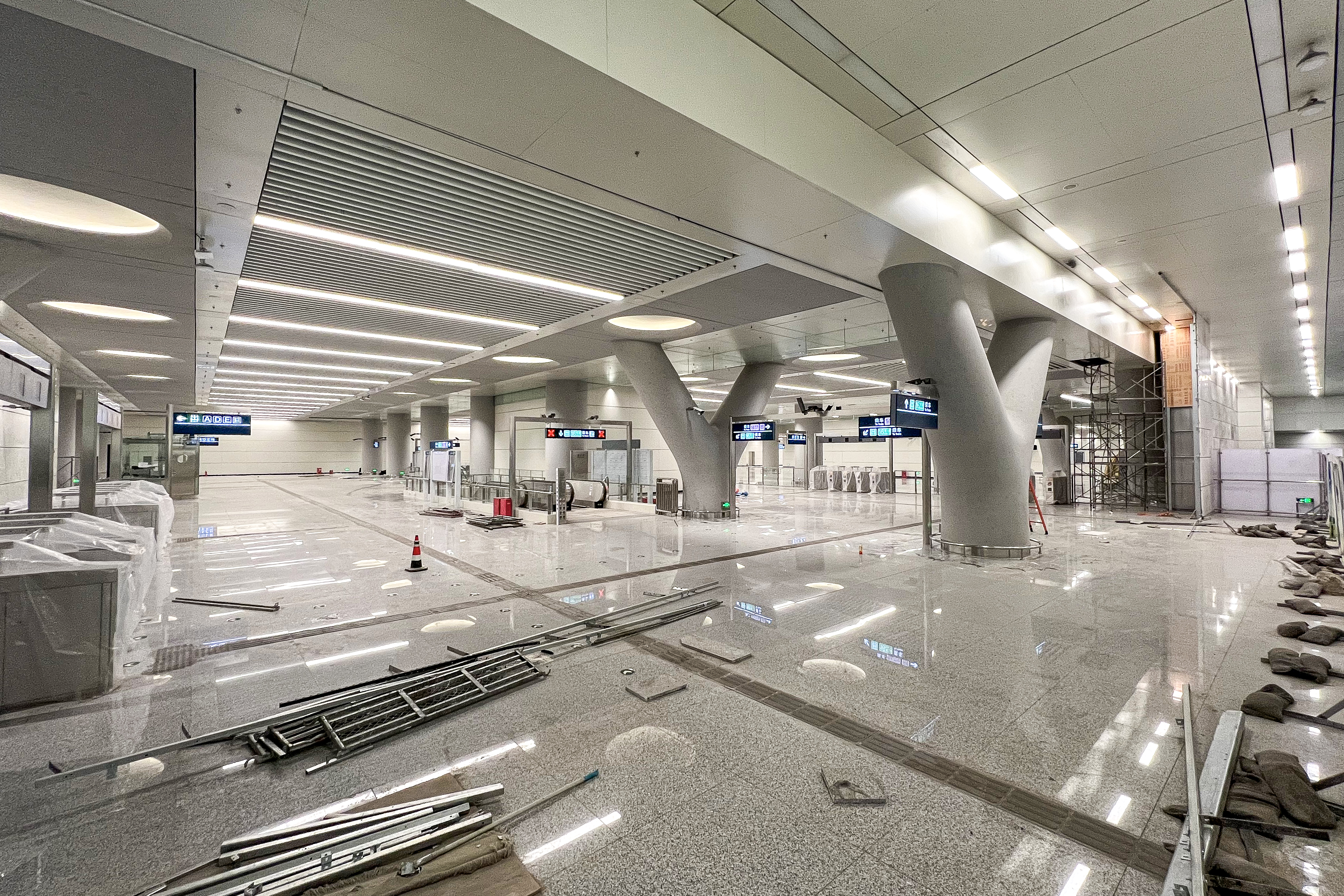
尚未开放的16号线北站厅（2024年1月20日摄）
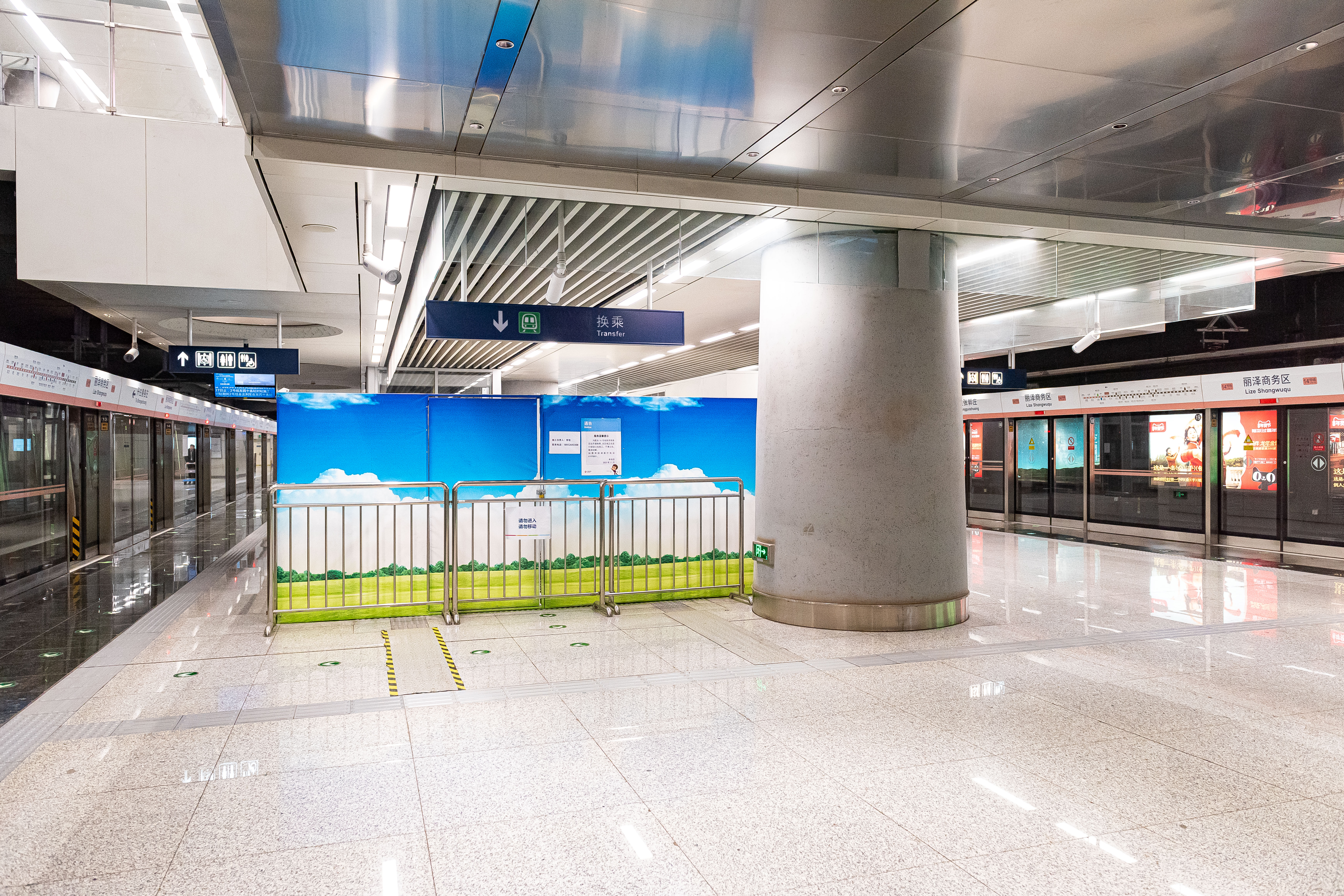
14号线站台，可见16号线换乘节点已挂牌（2024年2月3日摄）
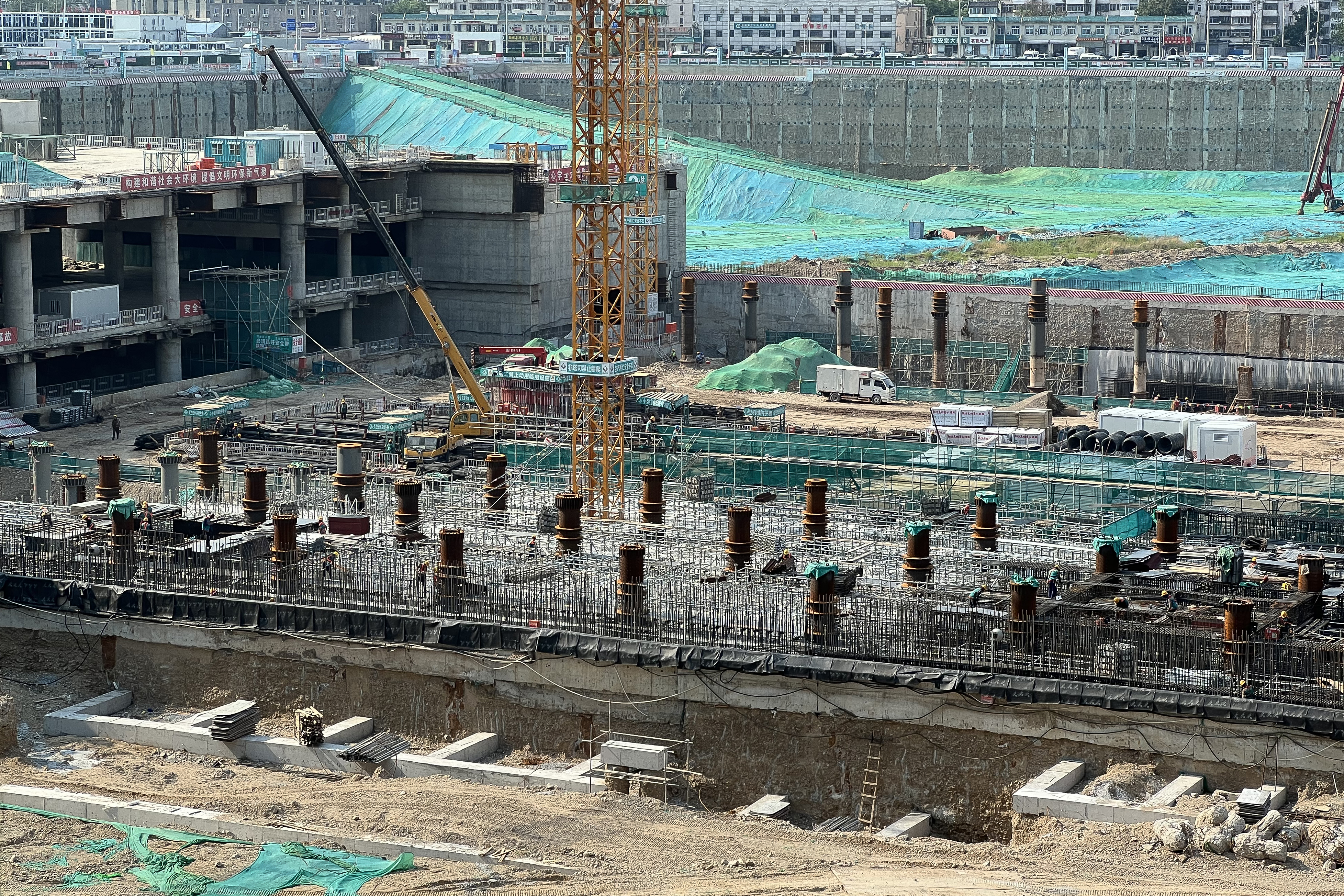
大兴机场线车站工地（2024年5月27日摄）
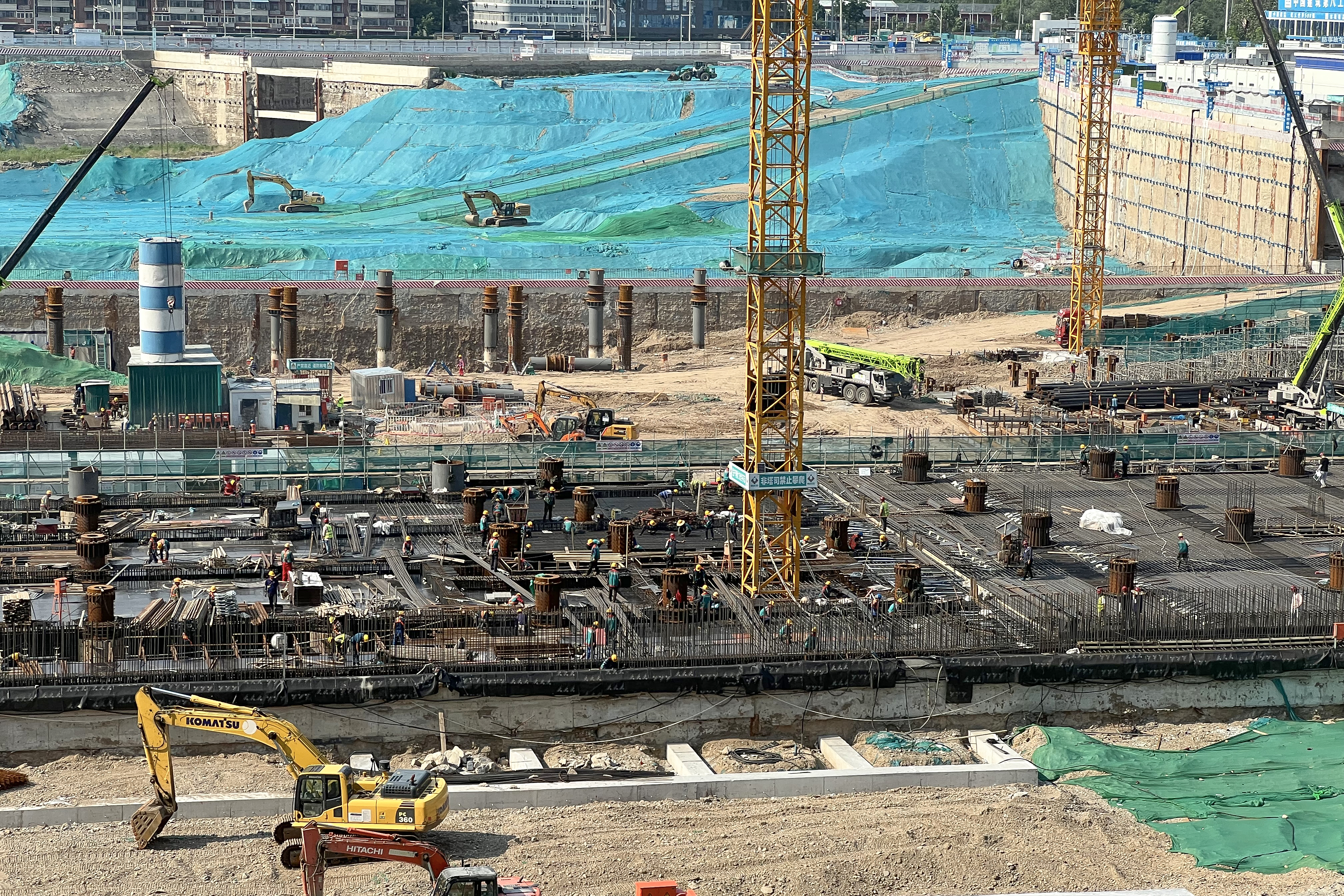
大兴机场线车站工地（2024年5月27日摄）
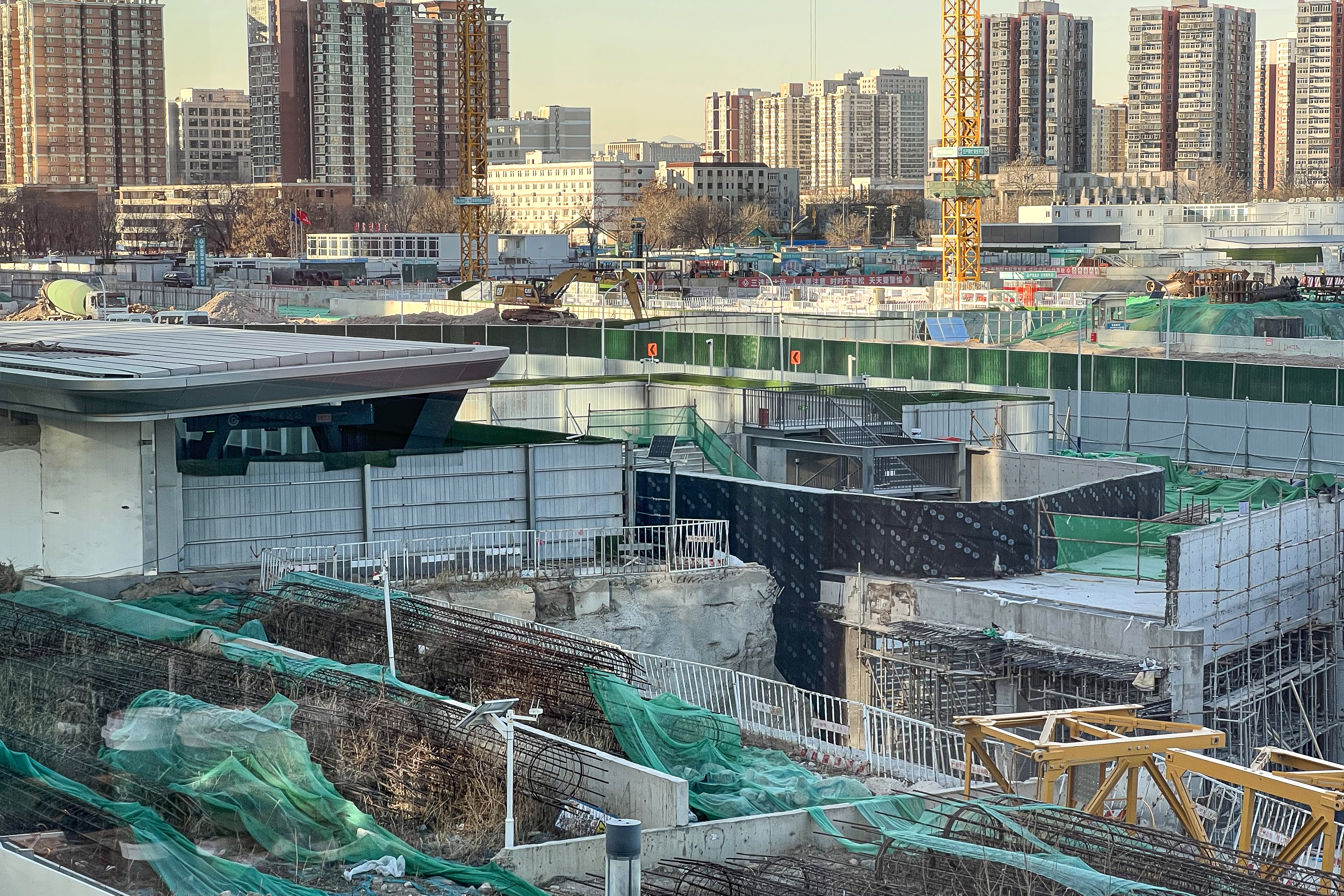
B口附近的工地，可见临时疏散通道（2025年1月10日摄）
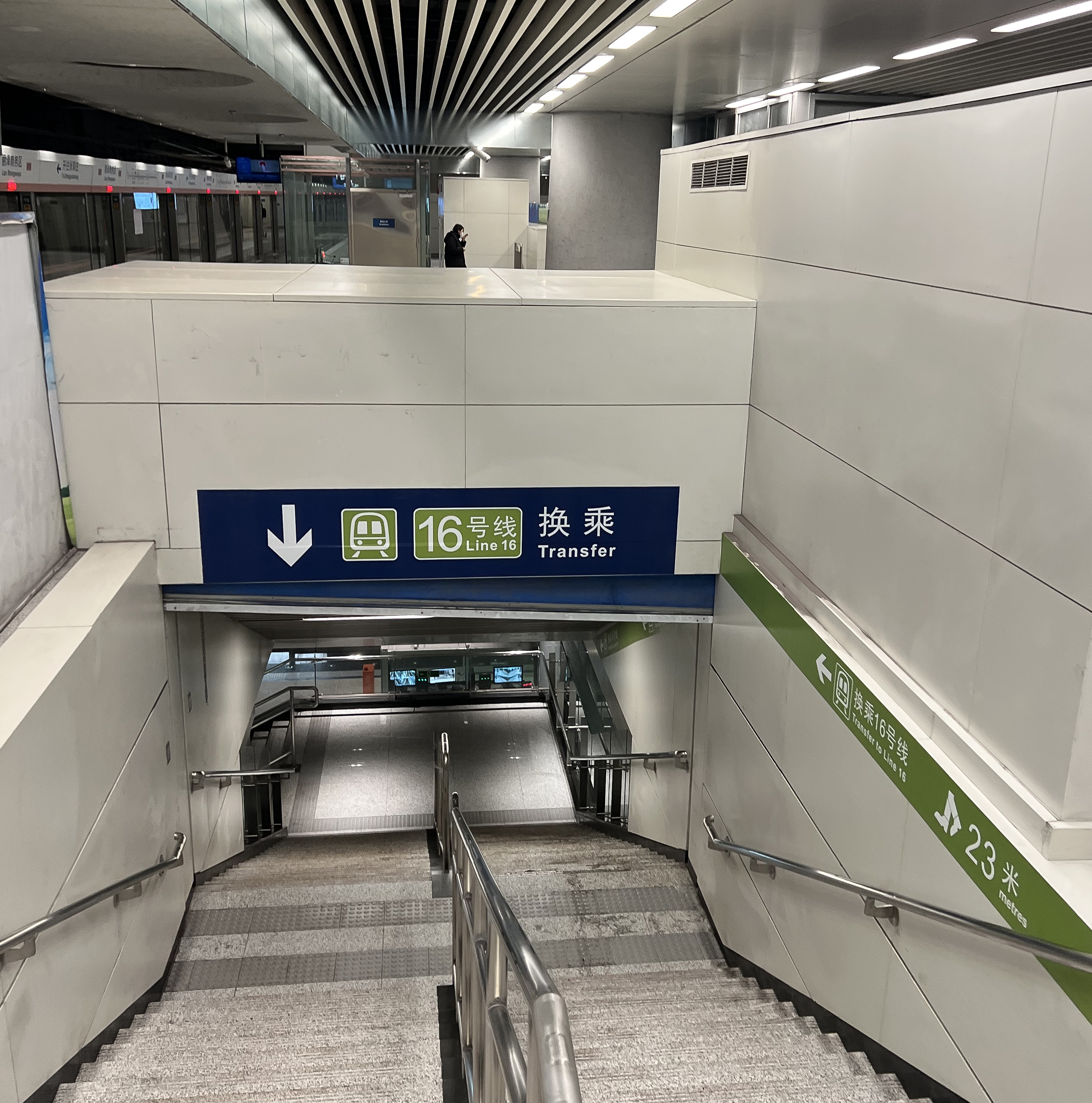
14号线站台上的16号线换乘节点（2025年1月10日摄）